# Fronteira interna alemã

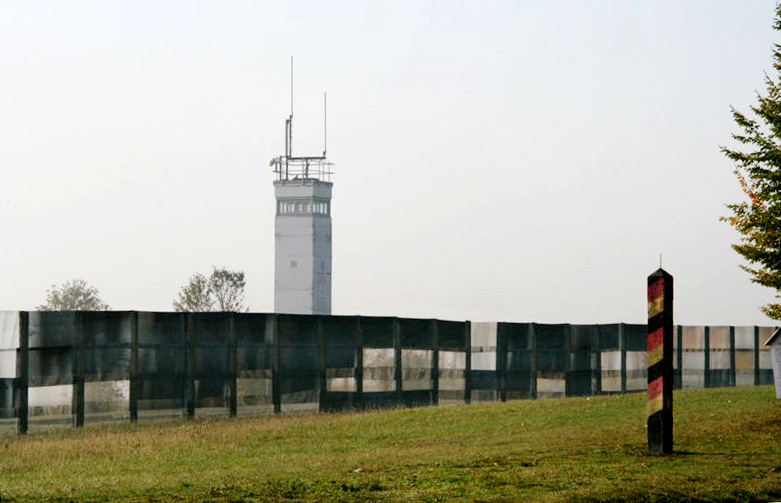
Vista de parte da fronteira e de uma torre de vigilância no Checkpoint Alpha, entre Rasdorf e Geisa.

A fronteira interna alemã (em alemão:  Innerdeutsche Grenze, Deutsch-Deutsche Grenze, ou informalmente Zonengrenze) foi um extenso sistema de fortificações que percorria os 1382 km de comprimento da fronteira entre a Alemanha Oriental (República Democrática Alemã, ou RDA) e a Alemanha Ocidental (República Federal da Alemanha, ou RFA), estendendo-se do Mar Báltico até à Checoslováquia. A fronteira foi estabelecida formalmente em 1 de julho de 1945 separando a Alemanha controlada pelos Aliados e a Zona de ocupação soviética. Junto a ela, mais de um milhão de militares da OTAN e do Pacto de Varsóvia esperaram durante vários anos a ocorrência de um conflito.
Entre 1952 a 1990, durante a Guerra Fria, o sistema de fronteiras foi usado pelo governo da Alemanha Oriental para evitar que os seus habitantes escapassem, fugindo da ditadura comunista que lhes fora imposta, cujo regime suprimia a propriedade privada, a possibilidade de discordar e de eleger os representantes com eleições livres pluripartidárias. Era formada por cercas, muros, vedações, arame farpado, campos minados, valas e outros obstáculos, sendo patrulhada por aproximadamente 50 000 militares da Alemanha Oriental com ordens de atirar para matar (a célebre Schießbefehl ou "Ordem 101"), auxiliados por cães de guarda, cercas elétricas, torres de vigilância e sistemas de armamento automático, face a dezenas de milhares de militares da Alemanha Ocidental, Estados Unidos da América e Reino Unido. Por volta de mil pessoas morreram ao tentar atravessar a fronteira durante os seus 45 anos de existência. A fronteira causou enormes alterações na economia e sociedade alemãs, em ambos os lados. Os leste-alemães sofreram em especial restrições draconianas diversas.
O Muro de Berlim, que separou entre 1961 e 1989 Berlim Oriental de Berlim Ocidental, era a parte mais famosa do sistema, embora nem chegasse a constituir 10% da área total da fronteira. Esta fronteira tornou-se a mais militarizada de toda a Europa e uma das mais militarizadas do mundo. Foi uma literal manifestação da famosa metáfora de Winston Churchill em 1946: «Uma cortina de ferro que fechou o continente». Assim, a fronteira era muito mais que uma simples linha de defesa: as suas fortificações evitavam acima de tudo que os civis da RDA escapassem para a parte ocidental. Era algo mais que uma simples fronteira, porque claramente dividia a Europa em dois campos rivais, tanto politicamente (de um lado estavam democracias liberais capitalistas, e do outro vários estados comunistas), como no lado económico (a CEE contra o Comecon), e militarmente (a OTAN contra o Pacto de Varsóvia). Assim esta fronteira tornou-se definitivamente em um dos principais símbolos da Guerra Fria.
Em 9 de novembro de 1989 o governo da Alemanha Oriental anunciou a abertura do Muro de Berlim e da fronteira interna alemã. Nos dias que se seguiram, milhões de alemães orientais começaram a visitar o lado ocidental. Da mesma forma, houve centenas de milhares que decidiram mudar para o Ocidente no início da década de 1990, à medida que cada vez menos restrições eram impostas, e que os laços quebrados com as comunidades do lado ocidental foram reatados. As formalidades do controlo fronteiriço tornar-se-iam um pouco mais que uma curiosidade histórica. A fronteira interna alemã só foi completamente abandonada em 1 de julho de 1990, precisamente 45 anos depois da sua fundação, e apenas três meses antes da reunificação alemã terminar a divisão entre estados. Ainda restam alguns resquícios dessa fronteira. A área que ela ocupava foi declarada parte do "Cinturão Verde Europeu" que liga parques nacionais e reservas naturais ao longo da antiga "Cortina de Ferro", desde o Círculo Polar Ártico ao Mar Negro. Museus e monumentos comemorativos ao longo da fronteira lembram a época de divisão da Alemanha e, em alguns locais, ainda são preservados elementos das fortificações.

## Origens da fronteira

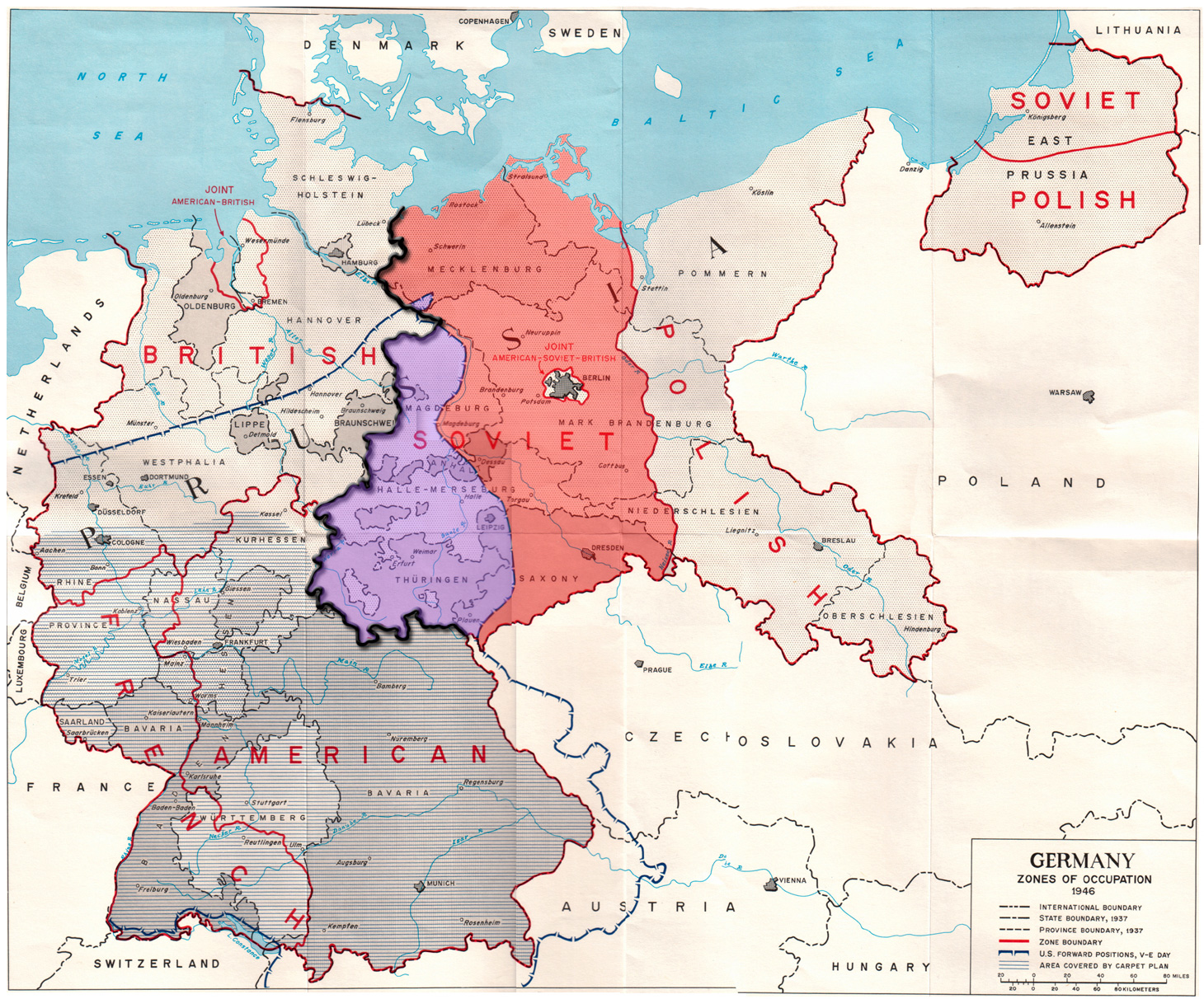
As zonas de ocupação pelos Aliados na Alemanha do pós-guerra, com a zona soviética (vermelho), a fronteira interna alemã (linha negra espessa) e a zona a partir da qual os britânicos e norte-americanos se retiraram em julho de 1945 (púrpura). As fronteiras provinciais são as da Alemanha de Weimar, anteriores às dos Länder (estados federados) de hoje terem sido estabelecidas.

A fronteira interna alemã teve origem nos planos dos Aliados de dividir a derrotada Alemanha em zonas de ocupação. As fronteiras entre as zonas foram desenhadas ao longo dos antigos limites territoriais dos estados e províncias alemães do século XIX que tinham entretanto desaparecido com a unificação da Alemanha em 1871. Então após um acordo o país foi dividido em três zonas, cada uma cobrindo cerca de um terço do território alemão: uma zona de ocupação britânica a noroeste, uma zona de ocupação americana no sul e uma zona de ocupação soviética no leste. Mais tarde, foi concedida à França uma zona (segundo o plano Monnet) no extremo ocidental da Alemanha, retirada das zonas britânica e americana.
Até 1945 as fronteiras dos estados foram apenas administrativas e sem formalidades para a travessia civil entre as duas Alemanhas. As alterações ocorreram após a ocupação ter sido estabelecida, embora houvesse permissão de viagens para os alemães para viagens de uma zona para outra, quando as fronteiras das zonas de ocupação não estavam claramente definidas.
A divisão da Alemanha entrou em vigor em 1 de julho de 1945. Por causa do inesperado e rápido avanço dos Aliados na parte central da Alemanha nas últimas semanas da Guerra, as tropas britânicas e americanas ocuparam grande parte do território que tinha sido atribuído à então zona de ocupação soviética. A redistribuição das tropas das nações ocidentais obrigou a fuga dos alemães da parte leste para a parte oeste. A parte leste ficou sob comando soviético.
Os Aliados trabalharam inicialmente juntos sob os cuidados do chamado Conselho de Controlo Aliado (CCA). O plano original dos Aliados consistia em governar a Alemanha como um só país, mas esta proposta não foi adiante. Como nos dois anos posteriores as tensões da Guerra Fria se acirraram com tensão entre o mundo ocidental e a União Soviética, esta proposta de governo de coligação nunca foi completamente implementada. A cooperação entre os Aliados ocidentais e os soviéticos acabou por se desfazer, por causa de desentendimentos em relação ao futuro geopolítico e económico da Alemanha. Como resultado desse conflito, a parte ocidental e as zonas de ocupação soviéticas seguiram caminhos diferentes. Em maio de 1949 as três zonas de ocupação no ocidente foram fundidas para formar a então República Federal da Alemanha (RFA) ou Alemanha Ocidental, que era uma democracia parlamentar capitalista. A zona sob a ocupação soviética se transformou na então República Democrática Alemã (RDA) ou Alemanha Oriental, sob governo comunista.

Zonas ocupadas pelos Aliados na Alemanha em 1947, com os territórios a leste da linha Oder-Neisse sob administração da Polónia ou anexação soviética, além do protetorado de Sarre e a Berlim dividida. A Alemanha Oriental era formada pela Zona Soviética, enquanto a Alemanha Ocidental era formada pelas zonas norte-americana, britânica e francesa em 1949 e posteriormente o Sarre se unificou em 1957.

Desde o início a Alemanha Ocidental e os Aliados não reconheciam a Alemanha Oriental como um país. A criação da Alemanha Oriental foi considerada como um facto consumado pelos soviéticos, sem governo eleito de forma justa e livre. A Alemanha Ocidental viu a cidadania alemã sendo aplicada da mesma forma para os cidadãos de Oeste e Leste. Os cidadãos das "duas Alemanhas" tinham os mesmos direitos porque as duas constituições eram consideradas válidas dos dois lados. Assim, os alemães orientais tinham vários incentivos para se mudarem para a Alemanha Ocidental, aonde tinham liberdade e melhores condições de vida do que eram estavam disponíveis na Alemanha Oriental.
O governo oriental procurou definir o país como estado legítimo de direito próprio e declarou que a Alemanha Ocidental era um território inimigo (feindliches Ausland) – um estado capitalista, semi-fascista que explorava os seus cidadãos, querendo reconquistar os territórios perdidos pelo Terceiro Reich, que se opunha ferozmente ao socialismo pacífico da RDA.

### 1945–52: a "Fronteira Verde"
No início da ocupação, os Aliados controlaram o tráfego entre as zonas de ocupação para gerir o fluxo de refugiados e prevenir a fuga dos ex-oficiais nazis e os agentes dos serviços secretos. Estas zonas de controlo foram sendo gradualmente levantadas nas zonas ocidentais, mas foram espremidos entre as zonas "ocidentais" e a zona de ocupação soviética em 1946, para conter o fluxo de refugiados políticos e económicos da zona ocupada pela União Soviética. Entre outubro de 1945 e junho de 1946, 1,6 milhão de alemães fugiram da zona da ocupação soviética e se mudaram para a zona oeste.
A zona da fronteira interzonal se tornou tensa à medida que as relações entre os Aliados ocidentais e os soviéticos pioravam. A partir de setembro de 1947, um regime cada vez mais rigoroso foi imposto na fronteira da zona leste. O número de soldados soviéticos na fronteira aumentou drasticamente e foi reforçado com guardas de fronteira da recém-estabelecida Volkspolizei ("Polícia do Povo"). Muitas passagens informais foram bloqueadas com valas e barricadas. Os alemães ocidentais também aumentariam posteriormente o nível de segurança com o estabelecimento, em 1952, da força de proteção da fronteira federal, com cerca de 20 000 homens  – a Bundesgrenzschutz, ou BGS – porém, as tropas aliadas (britânicos a norte, americanos a sul) mantinham a responsabilidade pela segurança militar da fronteira.

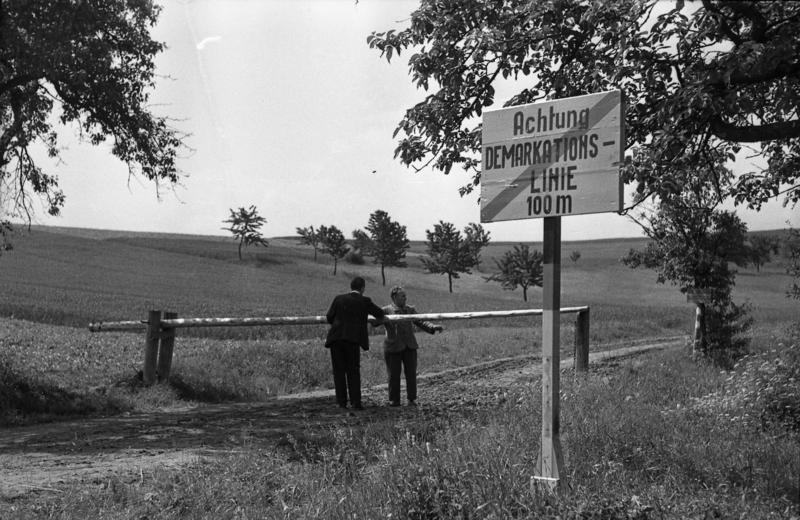
A fronteira antes da fortificação: a zona interzonal perto de Asbach-Sickenberg, na Turíngia, em 1950

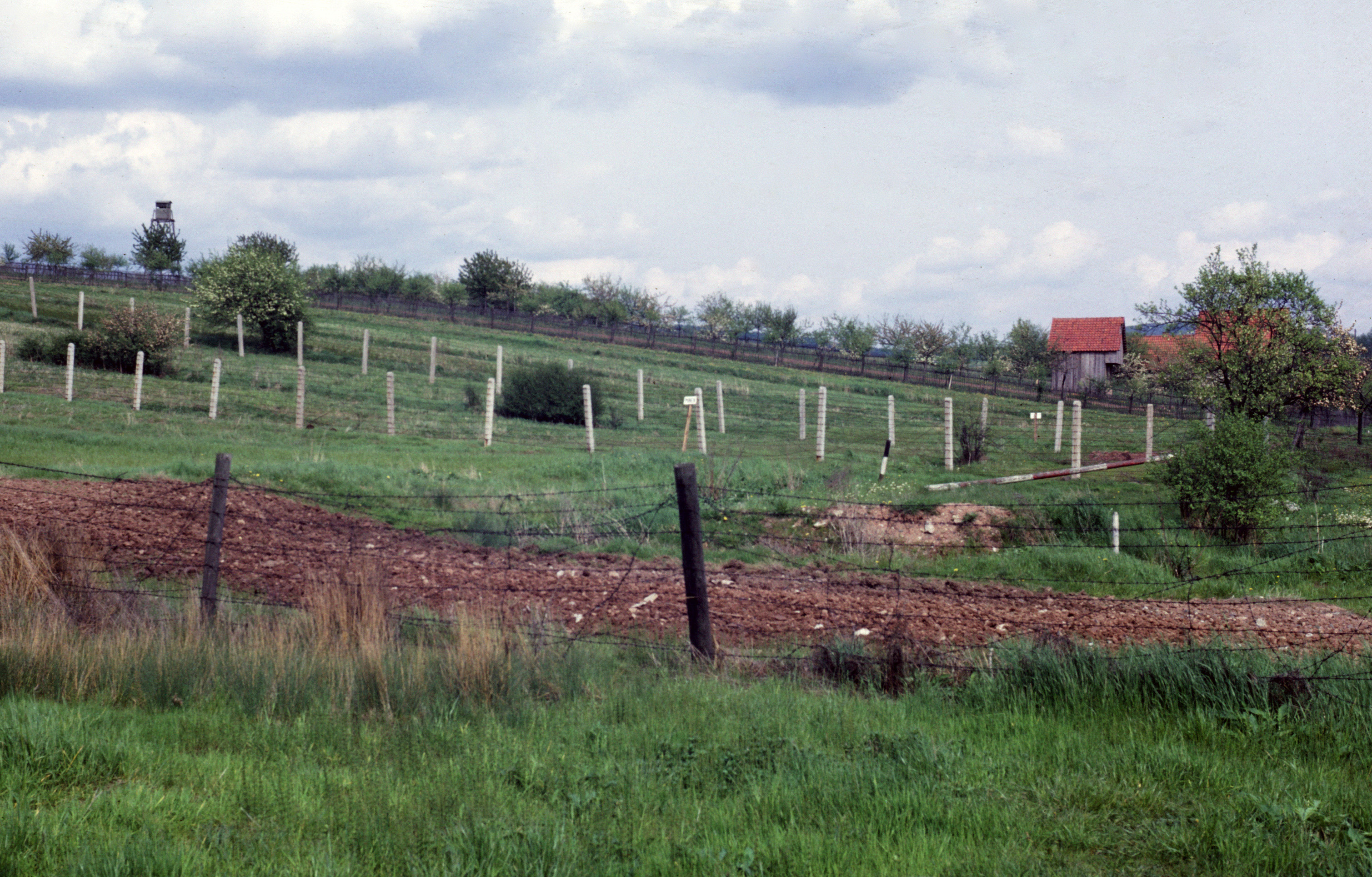
A fronteira recém-reforçada em 1962, com arame farpado, torres de vigia e campos minados.

A linha da fronteira era, apesar de tudo, muito fácil de se atravessar. Para os habitantes locais havia permissões para manutenção de terrenos agrícolas de um lado e do outro, ou então a quem morava num lado e trabalhava no outro. Os refugiados puderam atravessar a fronteira de uma forma disfarçada ou então subornando os guardas, e o contrabando de bens em ambas as direções era comum. O fluxo de imigrantes permaneceu grande apesar do reforço das medidas de segurança por parte das autoridades orientais : 675 000 pessoas fugiram para a Alemanha Ocidental entre 1949 e 1952.

### 1952–67: o "Regime Especial"
A relativa permeabilidade da fronteira terminou de forma abrupta em 26 de maio de 1952 quando a Alemanha Oriental colocou em prática um "regime especial da linha de demarcação", este regime foi justificado como uma medida para manter fora do país "espiões, divergentes, terroristas e contrabandistas". Esta tomada de decisão foi feita para terminar o êxodo contínuo dos seus cidadãos, o que ameaçava a viabilidade da economia da RDA.
Uma faixa lavrada de 10 m de largura foi criada ao longo de toda a extensão da fronteira interna da Alemanha. Uma "faixa adjacente de proteção" (Schutzstreifen) com quinhentos m de largura foi colocada sob controlo restrito. Uma "zona restrita" adicional (Sperrzone) de 5 km de largura e em nível nacional foi criada. Nessa área aqueles que possuíssem uma autorização especial poderiam morar ou trabalhar. Árvores e mato foram cortados ao longo da fronteira para limpar de obstáculos as linhas de visão para os guardas, e para eliminar a cobertura que davam aos aspirantes ao atravessamento. As casas perto da fronteira foram derrubadas, as pontes foram fechadas e cercas de arame farpado foram erguidas em muitos lugares. Os agricultores foram autorizados a trabalhar nos seus campos ao longo da fronteira apenas em certas horas do dia e sob a vigilância de guardas armados, que foram autorizados a usar as armas se as suas ordens não fossem obedecidas.
As relações entre as comunidades de ambos os lados foram cruelmente rompidas. Propriedades agrícolas, minas de carvão e até casas foram divididas em dois pelo fechamento súbito da fronteira. Mais de 8 300 cidadãos da Alemanha Oriental que viviam ao longo da fronteira interna alemã foram realojados à força num programa chamado "Operação Infestação" (Aktion Ungeziefer). Outros 3000 residentes, ao perceber que seriam expulsos de suas casas, conseguiram fugir para o Oeste. O fechamento do país foi alargado em julho de 1962, quando a RDA declarou toda a área do costa do Báltico como zona de fronteira sujeita a fechamento e restrições diversas
A fronteira entre Berlim Oriental e Berlim Ocidental foi também altamente reforçada, embora não totalmente fechada. Os alemães orientais podiam ainda atravessar para Berlim Ocidental, e isso se tornaria a principal rota de migração para o Oeste. Entre 1949 e a construção do muro de Berlim em 1961, cerca de 3,5 milhões de alemães orientais - um sexto da população total - imigraram para o Oeste, a maioria via Berlim.

### 1967–89: a "Fronteira Moderna"

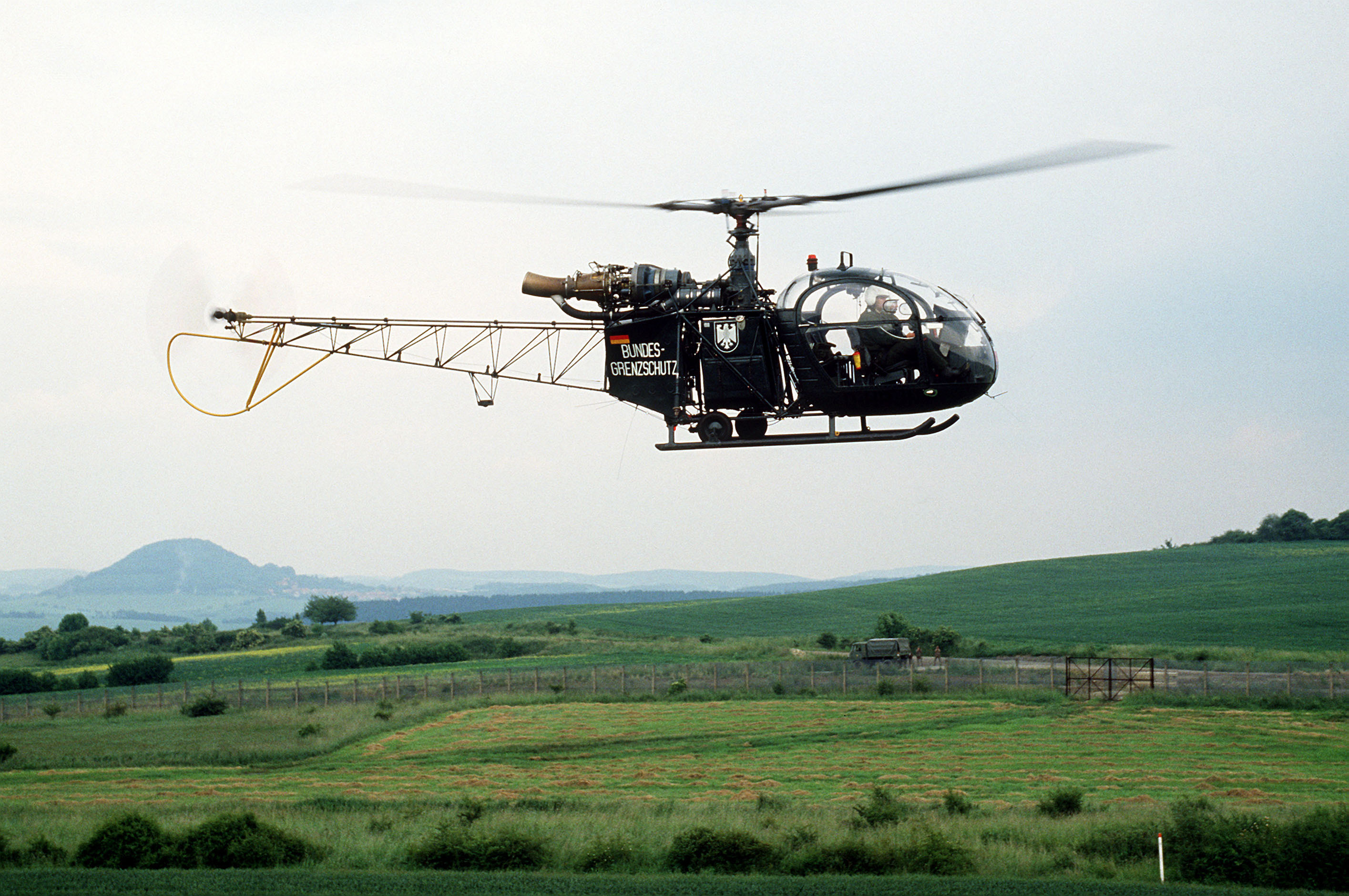
Um helicóptero Alouette II da Bundesgrenzschutz patrulha o lado ocidental da fronteira, em 1985.

A RDA decidiu atualizar as fortificações no final da década de 1960 para modernizar a fronteira e dificultar a travessia. As cercas de arame farpado foram substituídas por barreiras de metal expandido, muito mais difíceis de escalar, minas direcionais antipessoais e valas antiveículos bloquearam a circulação de pessoas e veículos, e instalaram-se fios eletrocutados cujos sinais elétricos ajudavam os guardas a detetar fugitivos. Estradas para patrulhas permanentes permitiam o rápido acesso a qualquer ponto ao longo da fronteira, e as torres de vigia de madeira foram substituídas por bunkers pré-fabricados de cimento e torres de observação.
A construção do novo sistema foi iniciada em setembro de 1967. Quase 1 300 km de cercas novas foram construídos, habitualmente atrás da linha das antigas vedações de arame farpado. O programa de atualização continuou pela década de 1980. O novo sistema reduziu de imediato o número de fugas com êxito de cerca de 1 000 por ano em meados da década de 1960 para apenas 120 por ano na década seguinte.
A introdução da Ostpolitik ("Política do Leste") pelo chanceler da Alemanha Ocidental Willy Brandt no final da década de 1960 permitiu reduzir a tensão entre os dois estados alemães. Levou a uma série de tratados e acordos no início da década seguinte, e especial um tratado no qual ambos os estados reconheciam a soberania mútua e apoiavam a entrada um do outro nas Nações Unidas, embora nenhum tenha cedido sobre as questões de cidadania.
A reunificação permaneceu um intuito teórico, mas na prática tal ambição foi adiada pela RFA e totalmente abandonada pela RDA. Novos pontos de travessia da fronteira foram estabelecidos e a legislação da RDA foi relaxada, apesar as fortificações se mantivessem como antes.
Em 1988, a liderança da RDA aceitou propostas de substituição das fortificações por um sistema de alta tecnologia com o nome de código Grenze 2000 ("Fronteira 2000"). Era baseado em tecnologia usada pelo Exército Vermelho durante a Invasão soviética do Afeganistão e pretendia substituir as vedações com sensores e detetores. O plano nunca foi implementado.

## Impacto social e económico

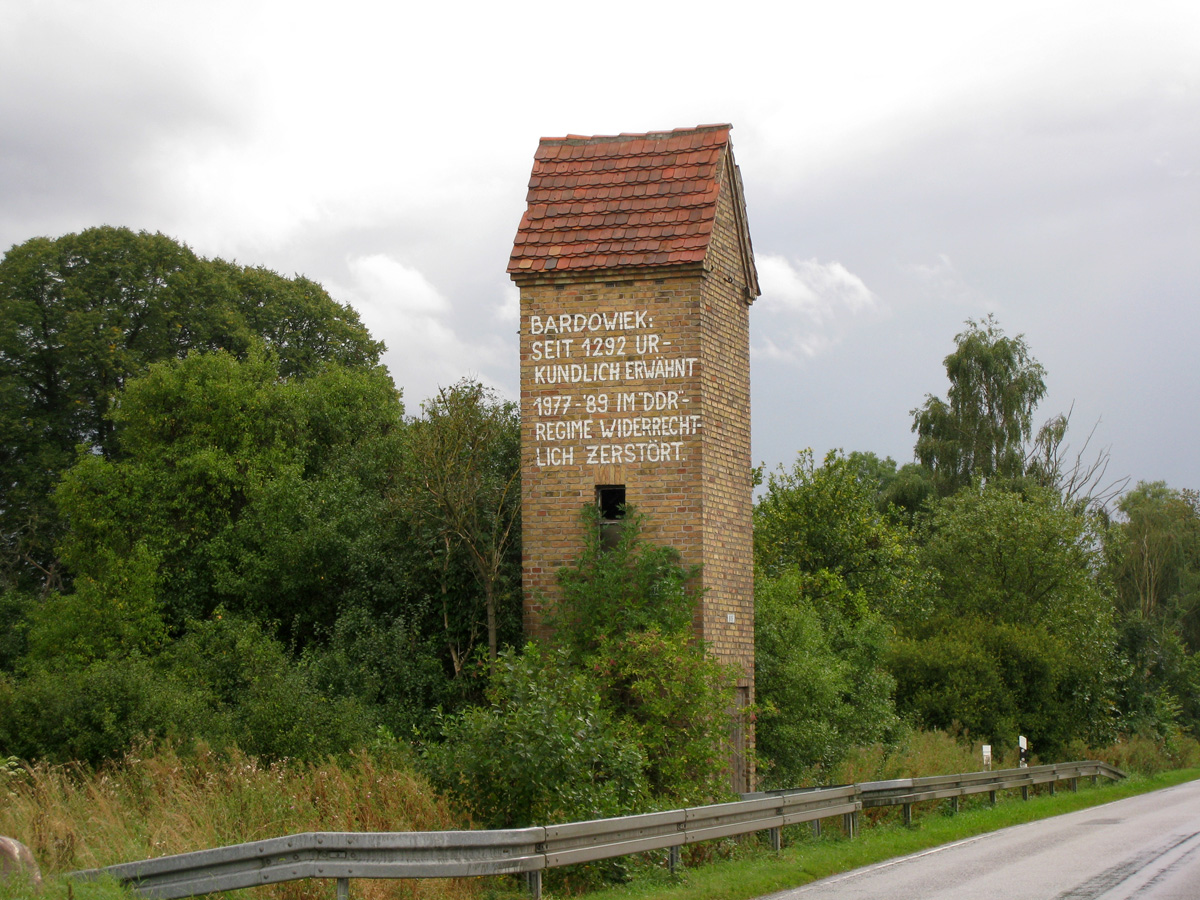
"BARDOWIEK: SEIT 1292 URKUNDLICH ERWÄHNT 1977–'89 IM "DDR"-REGIME WIDERRECHTLICH ZERSTÖRT.". Tudo o que resta da aldeia fronteiriça de Bardowiek, arrasada pela RDA. A inscrição na torre indica: Bardowiek: referida em registos históricos desde 1292; ilegalmente destruída entre 1977 e 1989 pelo regime da "RDA".

O fechamento da fronteira teve um substancial impacto económico e social em ambos os países. As principais linhas de transporte foram interrompidas: 10 ferrovias principais e 24 secundárias, 23 autobahns, 140 estradas regionais e milhares de estradas menores, caminhos e vias fluviais foram bloqueadas ou interrompidas. A maior transição foi em 1966, quando apenas seis ferrovias, três autobahns, uma estrada regional e duas vias fluviais permitiam passagem controlada. Quando as relações entre os estados melhoraram na década de 1970, A RDA concordou com a abertura de mais pontos de passagem em troca de assistência económica. As comunicações por telefone e correio funcionaram durante a Guerra Fria, embora a rotina fosse abrir as cartas e encomendas fossem abertas pelos Correios e as ligações telefónicas fossem controladas pela Stasi.
O impacto económico da fronteira foi duro. Os cidadãos de muitas cidades e aldeias ficaram sem acesso aos seus terrenos e as suas hinterlândias. Após a imposição fronteiriça as áreas que estavam perto entraram em uma crise económica e demográfica. Os dois estados responderam ao problema de forma diferente: a RFA concedeu subsídios substanciais às comunidades com o programa de ajuda às regiões da fronteira, uma iniciativa que começou em 1971 para as salvar da decadência ;ainda houve ainda investimento estatal em infraestrutura e apoio ao comércio e negócios. Já na RDA as comunidades da fronteira passaram por uma situação pior, porque o país era mais pobre e o seu governo impôs duras restrições. A região foi ficando progressivamente despovoada com a destruição de aldeias e a deslocação dos seus habitantes. As vilas na zona sofreram restrições muito pesadas: os habitantes não podiam construir novas casas e até a reparação dos edifícios existentes era proibida, o que levou a uma degradação severíssima das infraestruturas. O estado leste-alemão pouco fez para travar este declínio: a única iniciativa foi dar um rendimento extra de 15% para os que viviam na Sperrzone e Schutzstreifen, mas isto não parou a diminuição da população e os jovens abandonavam a zona na procura de emprego e melhores condições em outros locais.
Para a RDA a imposição da zona de fronteira teve pesados custos económicos com a construção e manutenção das fortificações. A zona tinha cerca de 6 000 km² - mais de 6% do território da Alemanha Oriental, nos quais todas as atividades económicas estavam restritas ou proibidas. Os custos foram sempre um segredo bem guardado, e hoje os valores dos investimentos totais são desconhecidos. As torres de vigilância BT-9 custavam cerca de 65 000 marcos da RDA para serem construídos e as vedações de metal expandido custavam cerca de 151 800 marcos por quilómetro. Com a implementação da "fronteira moderna" na década de 1970 houve um aumento do custo em pessoal. Com as forças militares de fronteira o gasto anual era de 600 milhões de marcos em 1970 e quase um bilhão de marcos orientais em 1983. No início de 1989, os economistas da RDA calcularam que cada indivíduo preso a tentando a fuga custaria o equivalente a 2,1 milhões de marcos, três vezes o que era considerado o "valor" médio económico de cada trabalhador.

## Perspetivas sobre a fronteira

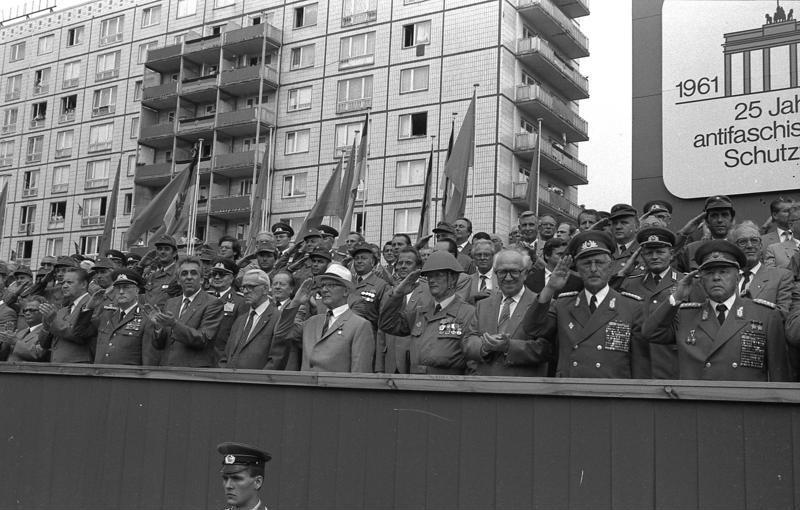
Na RDA eram frequentes os desfiles com figuras do estado. Aqui, o 25.º aniversário do Muro de Berlim (13 de agosto de 1986), visto como muralha de defesa pelas autoridades. Entre as figuras estão Erich Honecker, Egon Krenz e Erich Mielke.

Os dois governos alemães tiveram perspetivas distintas sobre a fronteira: a RDA a via como uma fronteira internacional de um estado soberano - uma muralha defensiva contra a "agressão do Oeste". No filme de propaganda do exército da Alemanha Oriental Grenzer ("guarda de fronteira"), de 1981, a NATO/OTAN e as tropas da Alemanha Ocidental eram retratadas como militaristas, e que estavam avançando para conquistar a Alemanha Oriental. Os militares da fronteira que entraram no filme descreveram o que viam como direito de suas causas e as ameaças dos agentes do Ocidente, espiões e provocadores. Os seus colegas mortos na fronteira eram tratados como heróis e as crianças de Berlim Oriental eram retratadas saudando suas memórias.
Já os folhetos da propaganda da Alemanha Ocidental retratavam a fronteira como uma "linha de demarcação da zona de ocupação soviética", e enfatizavam a crueldade e injustiça da divisão da Alemanha. Sinais ao longo do lado ocidental da fronteira tinham escrito "Hier ist Deutschland nicht zu Ende – Auch drüben ist Vaterland!" ("A Alemanha não termina aqui: a Pátria também é ali !").

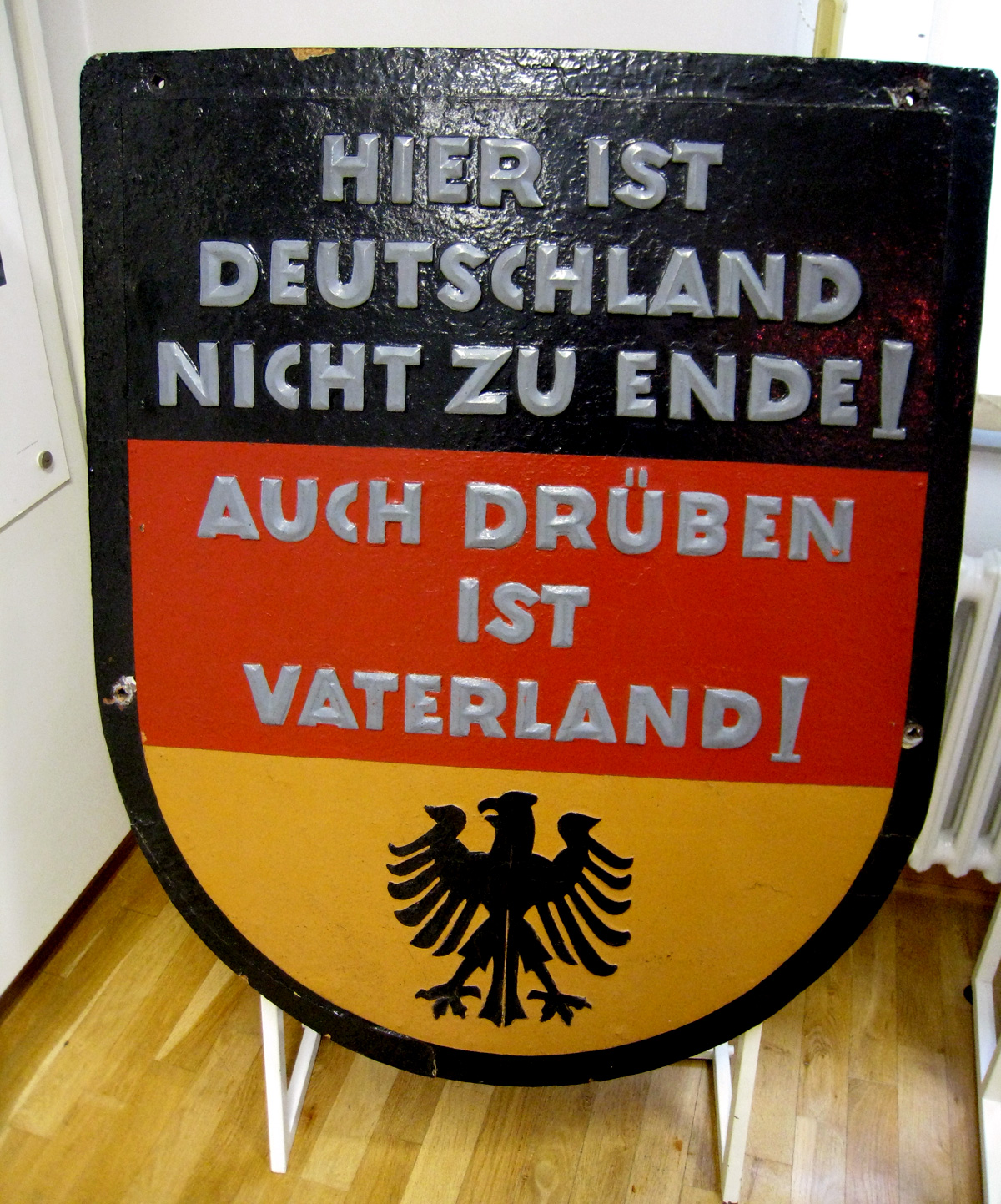
A perspetiva da RFA: "A Alemanha não termina aqui! Ali também é a Pátria!"

Enquanto a Alemanha Oriental manteve a sua população civil bem longe da fronteira, os alemães ocidentais incentivavam o turismo na zona, e os locais onde a fronteira era especialmente imposta tornaram-se pontos turísticos. Um exemplo foi a aldeia dividida de Mödlareuth, na Baviera. A Associated Press informava em 1976 que "turistas ocidentais em autocarros/ônibus saíram para fotografar tendo como pano de fundo a última cidade murada comunista, as fortificações e bunkers de cimento que se destacavam nas colinas verdes, onde um grupo de vacas pastava". Na Baviera, uma torre de vigilância de 38 m de altura (a "Bayernturm") foi construída em 1966 para que os turistas vissem as colinas na Alemanha Oriental. Os habitantes da Alemanha Oriental da vila de Kella transformaram-se em atração turística para os ocidentais nas décadas de 1970 e 1980. Um ponto de visualização, a "janela de Kella", foi criada numa colina próxima, e era de onde os turistas podiam observar através da fronteira com binóculos e telescópios. Para a diversão de muitos, uma praia nudista foi aberta no lado ocidental em 1975 imediatamente ao lado do extremo terrestre da fronteira, perto de Travemünde, um porto do Mar Báltico. Os visitantes frequentemente procuravam tirar fotografias nus mesmo sob uma torre de vigilância da Alemanha Oriental. Foi registrado "um movimento muito maior nessa torre de vigia desde que a praia nudista abriu.

## Fortificações da fronteira

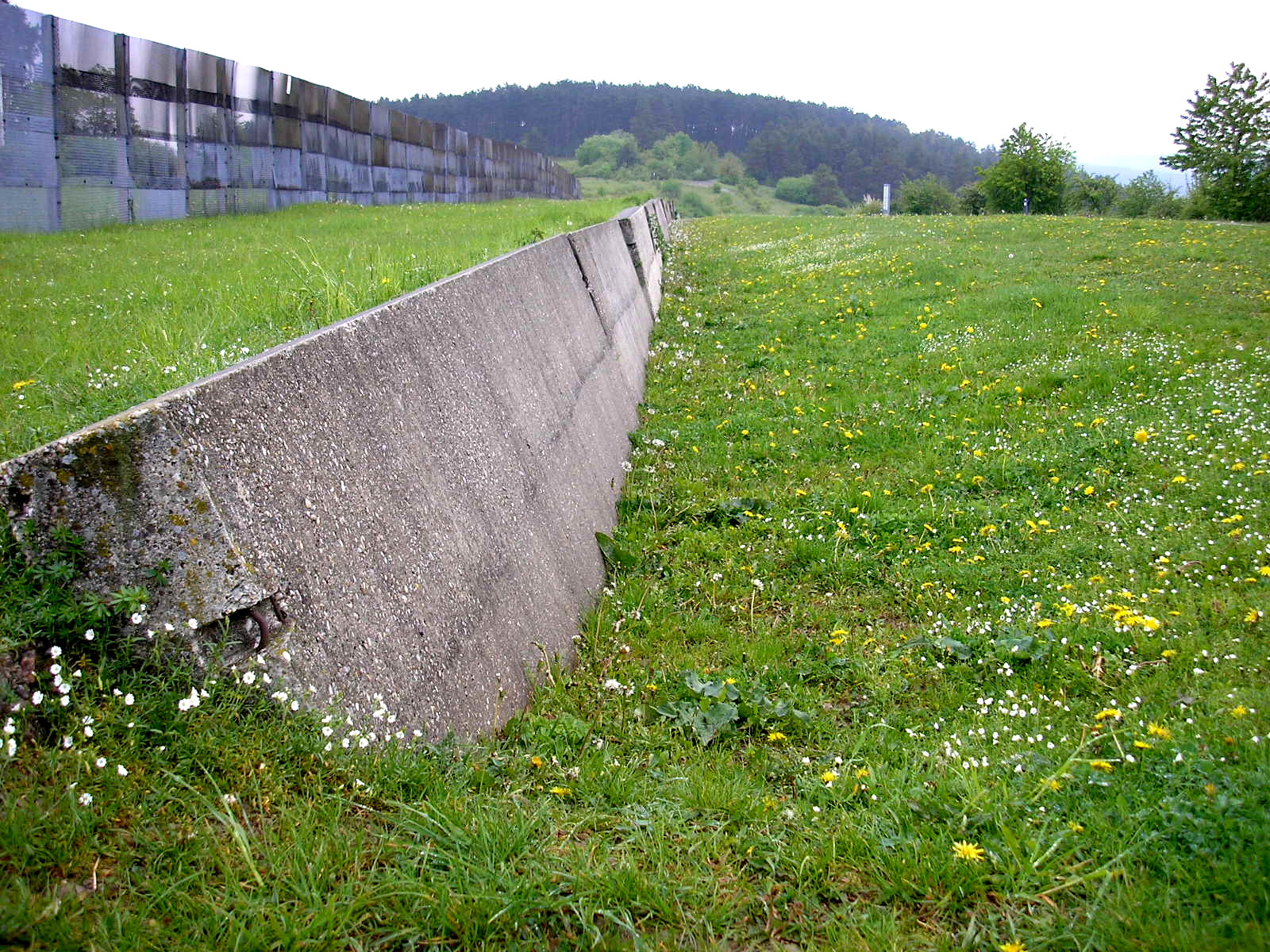
Barreira perto do Checkpoint Alpha.

O lado oriental da fronteira era dominado por um complexo sistema de fortificações e zonas de segurança, com mais de 1 300 km de comprimento e larguras variáveis, mas em quilómetros. A construção das fortificações teve início em 1952 e atingiram o pico de complexidade e mortalidade no início da década de 1980. Os guardas de fronteira referiam-se ao lado da fronteira virado para a RDA como lado freundwärts ("amigável") e ao outro como lado feindwärts ("inimigo").

### Zona restrita
Uma pessoa que tentasse atravessar ilegalmente a fronteira interna alemã por volta de 1980, no sentido leste-oeste, chegaria primeiro à "zona restrita" (Sperrzone). Esta área tinha 5 km de largura e era paralela à linha de fronteira, à qual o acesso era dificultado. Os habitantes nessa faixa só podiam entrar ou então deixar esta área com permissões especiais, que não eram concedidas a outras populações fora da faixa, e estavam sujeitos a toque de recolher. Não era uma zona fechada, mas todas as estradas de acesso estavam bloqueadas com controlo severo.
No lado mais longínquo da Sperrzone havia um sinal (Signalzaun) de uma cerca de metal expandido com 1 185 km de comprimento e 2 m de altura. A cerca estava eletrificada com arame farpado de baixa voltagem. Se o arame fosse tocado ou cortado, um alarme era ativado para alertar os guardas de fronteira.

### Faixa de proteção
Do outro lado da cerca ficava a mais vigiada "faixa de proteção" (Schutzstreifen), com 500 a 1 000 m de largura, e que era adjacente à linha de fronteira. Era vigiada pelas Grenztuppen, as tropas de fronteira da RDA, a força militar encarregada de guardar as fronteiras da Alemanha Oriental e que chegou a atingir cerca de 47 000 membros. Os guardas ficavam em torres de vigilância de cimento, aço ou madeira construídas em intervalos regulares em toda a fronteira. Em 1989 havia cerca de 700 dessas torres, e as maiores delas estavam equipadas com fortes luzes de procura rotativas (Suchscheinwerfer) de 1 000 W e aberturas que permitiam aos guardas abrir fogo sem se deslocar do interior da torre. As entradas eram sempre posicionadas e viradas para o lado da RDA, de modo a que os observadores no Oeste não podiam ver as saídas ou entradas dos guardas. Também havia cerca de 1 000 bunkers de dois lugares ao longo da fronteira.
Nesta faixa ficavam as torres de vigia e bunkers:
| {{{caption}}} |
| A BT-11 (Beobachtungsturm-11), torre com onze m de altura, foi introduzida em 1969. Era pesada e instável, vulnerável a colapsos. |

| {{{caption}}}                                                                                                |
| A BT-9 (Beobachtungsturm-9) tinha 9 m e foi introduzida em meados da década de 1970 para substituir a BT-11. |

| {{{caption}}} |
| Torre metálica de observação com três guardas da RDA. Algumas torres eram semi-portáteis e podiam ser movidas caso necessário. |

| {{{caption}}}                                                                                       |
| Bunker de observação (Erdbunker), preservado no Posto de Observação Alpha, para um ou dois guardas. |

| {{{caption}}}                                                                                               |
| A Führungsstelle ou Kommandoturm, torre de 6 m que além de observação servia também como centro de comando. |

Cães de guarda eram usados como obstáculo aos que tentassem a Republikflucht, a fuga da RDA. Instalações para os cães (Kettenlaufanlagen), com trelas e correntes até 100 m de comprimento, estavam espalhadas nos trechos de alto risco. Os cães eram ocasionalmente soltos em partes danificadas da cerca.

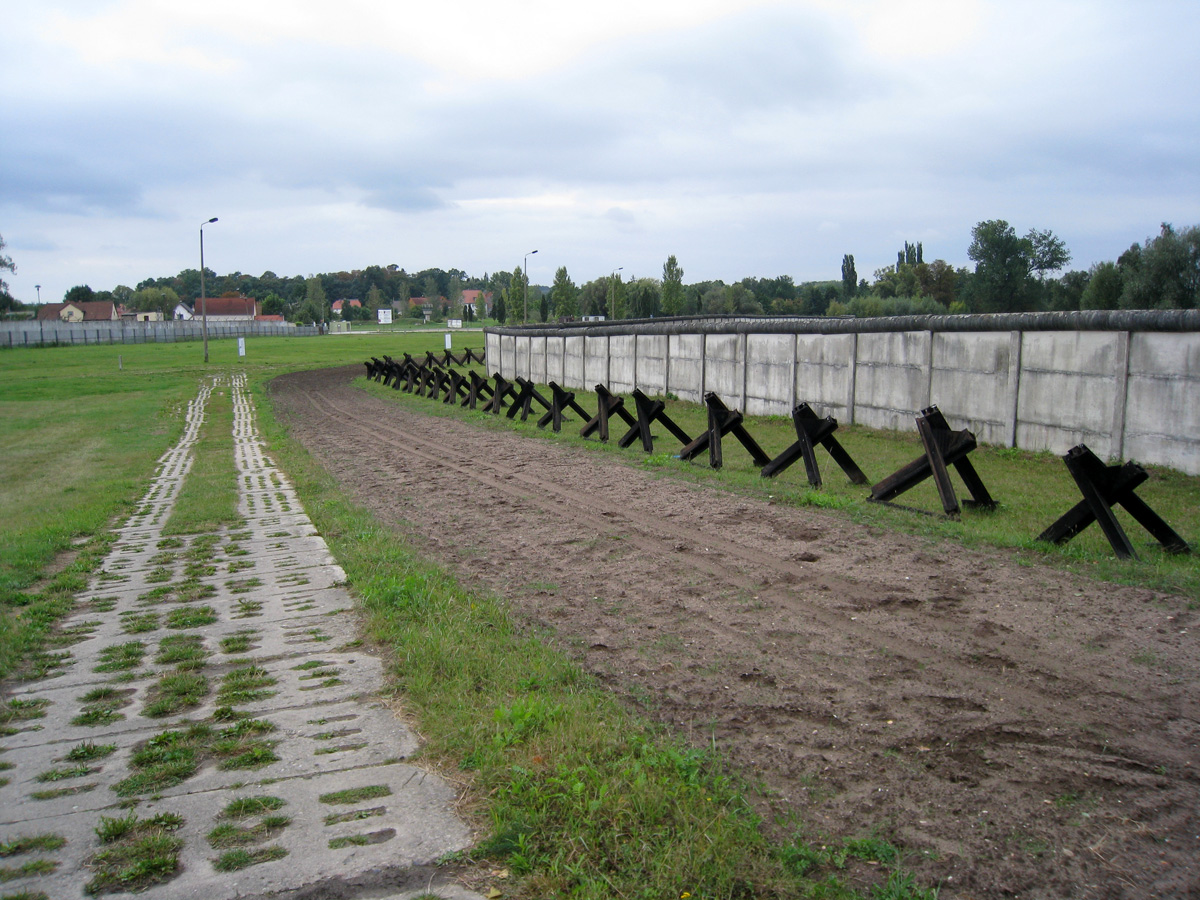
Um trecho preservado das fortificações da fronteira em Hötensleben. A estrada de patrulha está no lado esquerdo e a faixa de controlo é paralela a esta, no meio; atrás dela estão barricadas de cavalo de frisa e o muro de fronteira.

Os guardas usavam uma estrada de patrulha (Kolonnenweg, literalmente "caminho de colunas") para a vigilância da fronteira e para se deslocarem rapidamente para o local de qualquer tentativa de travessia. Esta era composta por duas linhas paralelas de blocos de cimento que corriam paralelos à fronteira por cerca de 900 km.
Ao lado da Kolonnenweg ficava uma das faixas de controlo (Kontrollstreifen), uma linha de terra paralela ao fechamento, também em quase toda a extensão da fronteira. Havia duas faixas de controlo, ambas do lado interno do lado fechado. A faixa secundária "K2", com 2 m de largura, situava-se ao longo da vedação eletrificada, e a faixa primária "K6", com 6 m de largura, ao longo do lado interno da vedação ou do muro. Nos locais onde a fronteira era local de tentativas de fuga, a faixa de controlo era iluminada de noite for holofotes de alta intensidade (Beleuchtungsanlage), que também eram usados em pontos onde rios e ribeiros cruzavam a fronteira.
Quem tentasse atravessar as faixas de controlo deixaria pegadas que rapidamente eram detetadas pelas patrulhas. Isto permitia aos guardas identificar fugitivos que de outro modo passariam despercebidos, o registro de em que lugares em isso acontecia e quantas pessoas passaram pelo local. A partir destes dados, os guardas podiam reorganizar as patrulhas e a localização de novas fortificações ou outras medidas de reforço de vigilância.
As barreiras antiveículos eram instaladas no outro lado da faixa de controlo primária. Em alguns locais, barricadas de cavalo de frisa (Panzersperre ou Stahligel, cavalos de aço) eram usadas para evitar o cruzamento da fronteira por veículos. Em todos os outros locais, valas antiveículo em forma de V (Kraftfahrzeug-Sperrgraben ou KFZ-Sperrgraben) estavam espalhadas por 829 km e só estavam ausentes em obstáculos naturais como rios, ribeirãos, ravinas ou densas florestas, que as tornavam desnecessárias.

### Vedação externa, muros e campos de minas
As vedações externas eram construídas por fases, começando pela fortificação inicial na fronteira, em maio de 1952. A cerca de "primeira geração" era uma simples combinação de arame farpado (Stacheldrahtzaun) que tinha entre 1,2 m e 2,5 m de altura e foi construída muito perto da linha de fronteira. Esta foi substituída no fim da década de 1950 por filas paralelas mais robustas também de arame farpado e em algumas vezes por arame de concertina.
| {{{caption}}}                                                                                   |
| Reconstrução da vedação de "primeira geração" erguida em 1952, com a faixa de proteção ao fundo |

| {{{caption}}} |
| As vedações de "segunda geração" em 1962, com arame farpado abandonado ao fundo, faixa de proteção, duas filas de arame farpado mais ao fundo e torre de vigia no último plano |

| {{{caption}}}                                                             |

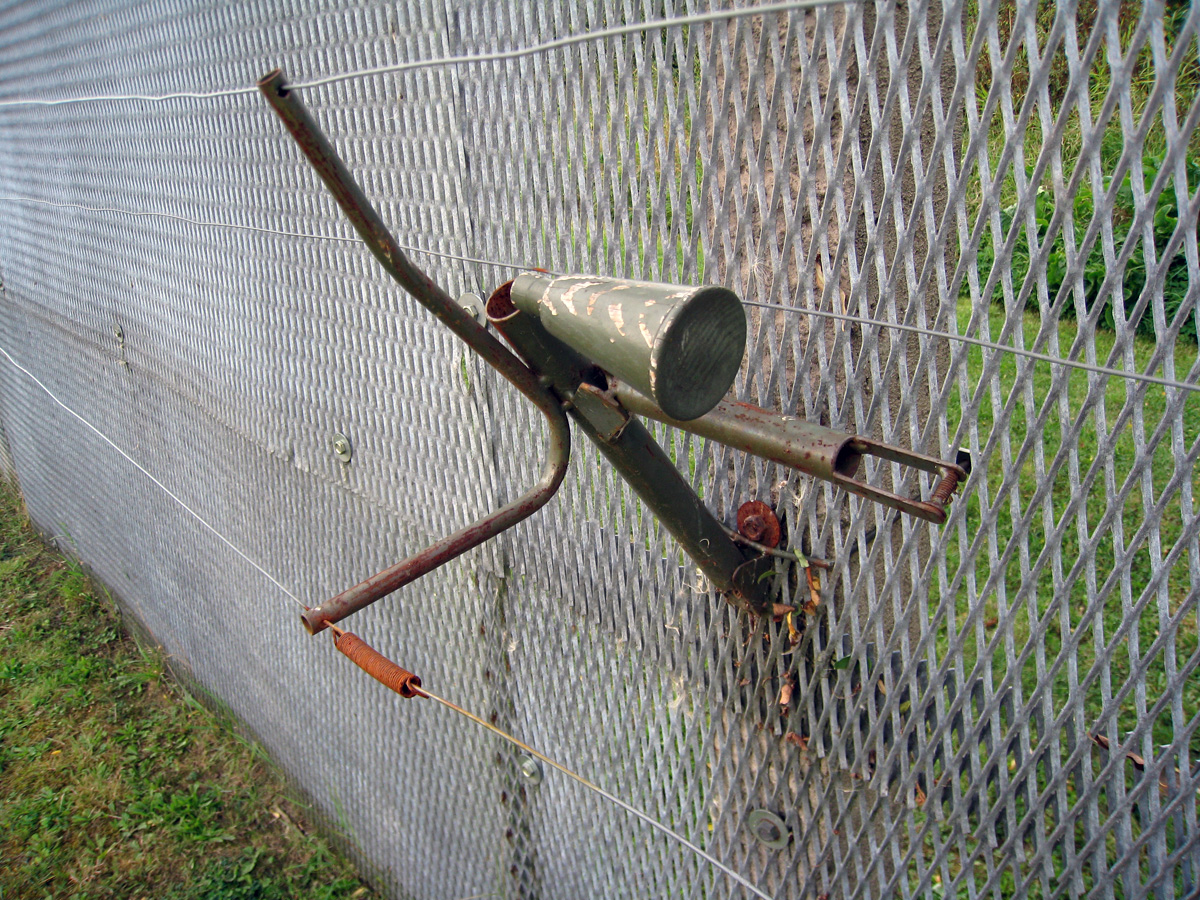
SM-70, um dispositivo do tipo mina antipessoal armadilhado e colocado na vedação. O cone continha uma carga explosiva que disparava estilhaços quando ativada.

| A vedação de "terceira geração", construída por camadas de aço expandido. |

| {{{caption}}} |
| Um alto muro e torres de vigia na divisão da aldeia de Mödlareuth na Baviera/Turíngia, onde uma parte do muro é preservada como símbolo da divisão da Alemanha. |

A vedação de "terceira geração", muito mais sólida, foi instalada num programa contínuo de melhorias do final da década de 1960 até à de 1980. A linha da vedação foi recuada para criar uma faixa mais exterior entre a vedação e o limite da fronteira. As vedações de arame farpado foram substituídas por barreiras com cerca de 3,2 a 4 m de altura, em metal expandido (Metallgitterzaun). As aberturas eram demasiado pequenas para colocar os dedos e eram muito afiadas. Os painéis não podiam ser retirados com facilidade pois estavam sobrepostas, e não podiam ser cortados com um alicate, tenaz ou torquês, nem evitados por túneis pouco profundas pois estavam parcialmente enterrados. Num grande número de locais, vedações mais ligeiras (Lichtsperren) consistindo de malha e arame farpado estavam alinhadas junto à fronteira. As vedações não eram contínuas mas podiam ser atravessadas em alguns locais, onde havia portões para permitir aos guardas patrulhar a linha e dar acesso aos que faziam a manutenção do lado exterior da barreira.
Em alguns locais, aldeias junto à fronteira eram vedadas com paliçadas de madeira (Holzlattenzaun) ou muros de cimento (Betonsperrmauern) com entre 3 e 4 m de altura. As janelas nos edifícios perto da fronteira eram tapadas com tijolos ou tábuas e os que estavam muito próximos foram destruídos. Estes muros e paliçadas totalizavam apenas 29,1 km, pouco quando comparados com o total de 1989 de barreiras.
Foram instaladas minas antipessoal ao longo de cerca de metade da fronteira, a partir de 1966. Na década de 1980, tinham sido colocadas cerca de 1,3 milhões de minas de vários tipos, e de origem soviética. A partir de 1980, a vedação exterior tinha por volta de 60 000 minas SM-70 (Splittermine-70), ativadas por arames ligados ao mecanismo de disparo, que detonava uma carga de fragmentação numa direção paralela à vedação. Esta arma era potencialmente letal até algumas dezenas de metros. Estas minas foram retiradas no final de 1984 devido à condenação internacional feita ao governo da RDA pelo seu uso.

### Linha de fronteira
Até ao final da década de 1960 as fortificações eram construídas até quase ao limite da fronteira. Quando as fortificações de terceira geração foram construídas, as vedações foram recuadas entre 20 m e 2 km, o que permitiu aos guardas terem um campo livre para acertar fugitivos e se tinha a zona-tampão onde se podia fazer a manutenção da parte exterior da vedação, ainda em território oriental. O acesso à faixa externa era fortemente controlado, para assegurar que os próprios guardas não tentassem a fuga. Embora frequentemente descrita por fontes no Ocidente como uma "terra de ninguém", era território soberano da RDA, e os que passavam a barreira podiam ser presos ou baleados.
| {{{caption}}}                                                                                                   |
| A fronteira real: um poste da RFA com sinal de aviso, um marco da RDA e a vedação e uma torre de vigia ao fundo |

| {{{caption}}}                                                                                            |
| Marco de fronteira com as letras "DDR" (Deutsche Demokratische Republik) gravadas na face virada a oeste |

| {{{caption}}} |
| Um dos distintivos marcos do tipo "poste de barbeiro" da RDA. O espigão no topo impedia as aves de o usarem como poiso. |

A linha real entre os dois territórios ficava no lado de fora da faixa exterior e era marcado por pedras de granito (Grenzsteine) com as letras "DDR" gravadas no lado virado a oeste. Cerca de 2 600 marcas do tipo "poste de barbeiro" (Grenzsäule ou Grenzpfähle) foram instaladas mesmo atrás da linha em intervalos de cerca de 500 m. Um brasão da RDA, de metal, o Staatsemblem, estava fixo no lado no poste virado para a Alemanha Ocidental.
Do lado da Alemanha Ocidental, não havia nenhuma fortificação nem patrulhas na maior parte das áreas. Estavam espalhados sinais de aviso (Grenzschilder) com mensagens como Achtung! Zonengrenze! ("Perigo! Zona de Fronteira!") ou Halt! Hier Zonengrenze ("Pare! Aqui é a a Zona de Fronteira") que informavam os visitantes em relação à existência da fronteira. Militares estrangeiros estavam proibidos chegarem perto da fronteira para evitar qualquer pretexto para um novo conflito, combate ou incidente indesejado. Sinais em inglês e alemão informavam a distância à fronteira para evitar cruzamentos acidentais. Estas restrições não se aplicavam aos civis ocidentais, que podiam ir até à linha de fronteira, e não havia obstáculos físicos que evitassem a sua travessia.

## Fronteira marítima

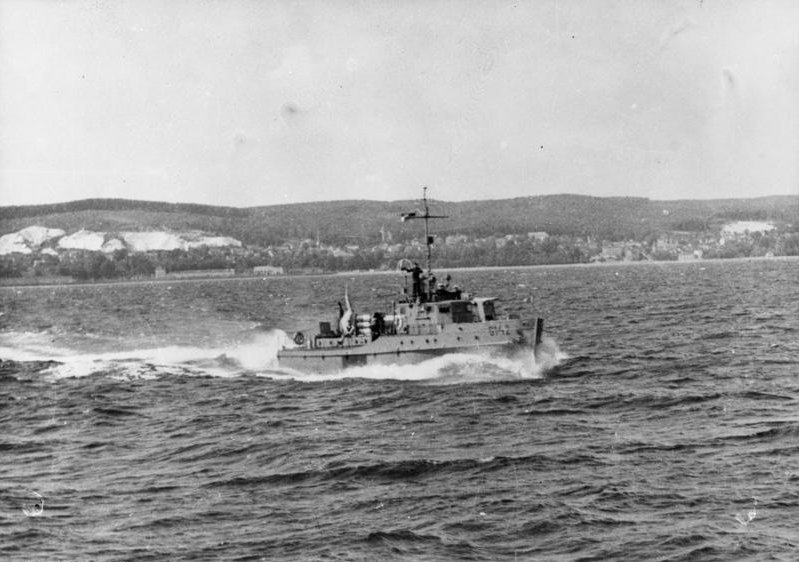
Barco de patrulha da Deutsche Grenzpolizei (polícia de fronteira da RDA) ao largo da ilha de Rügen, dezembro de 1955

O sistema estendia-se ao longo da costa do Báltico, no que se chamava de "fronteira azul". A linha de costa era parcialmente fortificada ao longo do estuário do rio Trave, em frente ao porto alemão de Travemünde. Torres de vigia, muros e vedações estavam erguidas na costa pantanosa para impedir as fugas. A água era patrulhada por lanchas rápidas da RDA. A linha contínua terminava na península de Priwall, ainda pertencente a Travemünde, mas já no lado oriental do rio Trave. Daí até Boltenhagen, ao longo de 15 km da costa oriental da Baía de Mecklemburgo, a linha costeira da RDA fazia parte da "faixa de proteção" que era de acesso restrito, a Schutzgebiet. Eram impostos controlos de segurança no resto da costa entre Boltenhagen e Altwarp, junto à fronteira com a Polónia, incluindo a totalidade das ilhas de Poel, Rügen, Hiddensee, Usedom e as penínsulas de Darß e Wustrow.

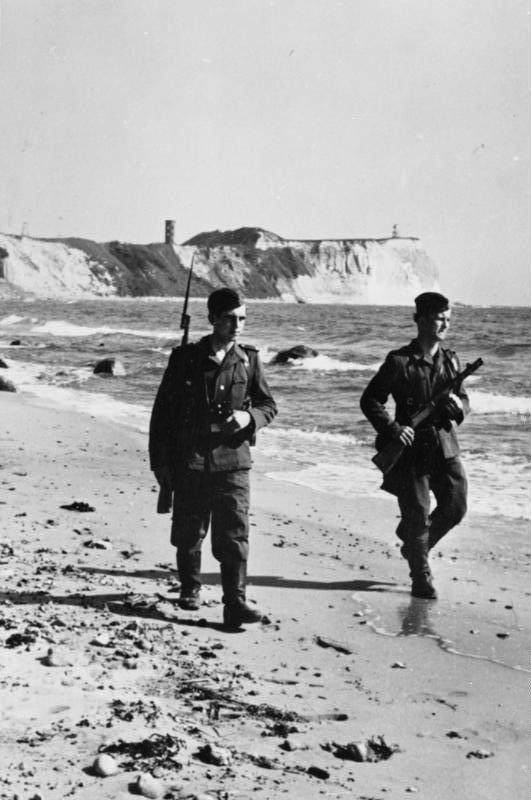
Guarda de fronteira da RDA, armado e em patrulha de uma praia na ilha de Rügen, 1956

A RDA tinha uma série de medidas de segurança ao longo da costa do Mar Báltico para evitar fugas marítimas. Acampar e o acesso de barcos a área eram fortemente limitados e havia 27 torres de vigia ao longo da costa. Se alguma tentativa de fuga fosse vista, eram enviados barcos de patrulha de alta velocidade para interceptar os fugitivos. As praias eram vigiadas por patrulhas armadas que tinham holofotes de grande potência.
Os fugitivos tentavam chegar à margem ocidental da Baía de Mecklemburgo, e a um navio-farol dinamarquês ao largo do porto de Gedser, às ilhas dinamarquesas de Lolland e Falster, ou simplesmente em mares internacionais na esperança de serem apanhados por algum navio de passagem. Mas,o Mar Báltico era uma opção extremamente perigosa como rota de fuga. No total, as estimativas mostram que 189 pessoas morreram nesta rota de fuga.
Alguns alemães orientais tentaram fugir ao pular de navios da RDA parados em portos do Báltico, principalmente em território dinamarquês. O número foi tão grande que as administrações portuárias da Dinamarca instalaram equipamentos salva-vidas adicionais nos cais aonde os navios da RDA aportavam. O governo da RDA respondeu enviando agentes da Transportpolizei (os Trapos) para impedir o grande número de fugas. Numa dessas tentativas dos saltadores, em agosto de 1961, os Trapos causaram um incidente diplomático no porto dinamarquês de Gedser, quando perseguiam um fugitivo no cais e abriram fogo, atingindo um navio dinamarquês no porto. No dia seguinte, milhares de dinamarqueses protestaram contra os "métodos da Vopo (Volkspolizei)". A principal consequência desse incidente foi o aumento das restrições de viagem aos habitantes da Alemanha Oriental .

## Fronteiras fluviais

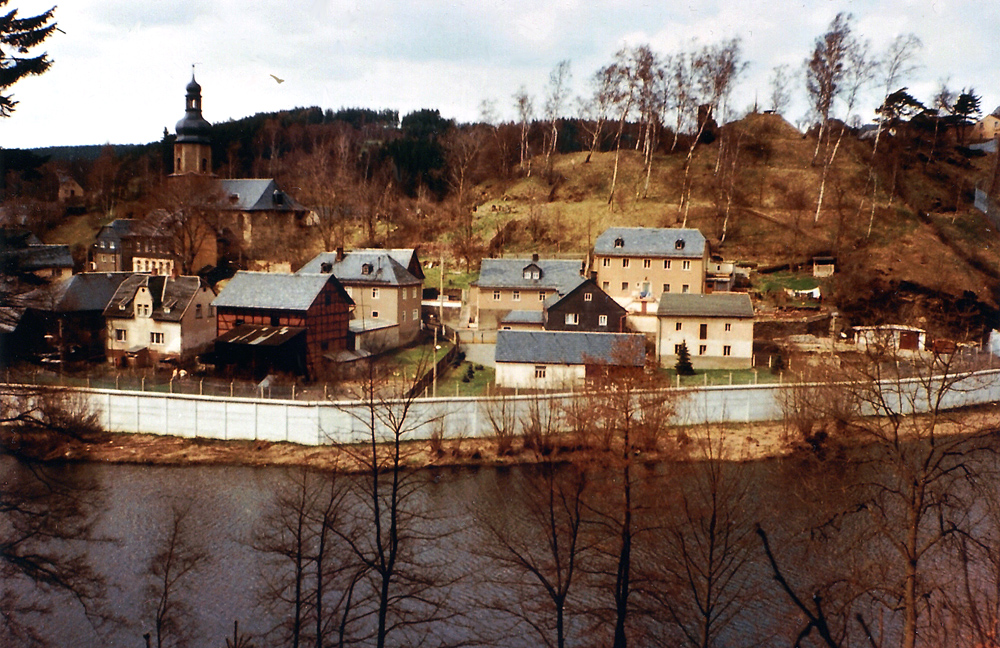
Sparnberg, junto ao rio Saale, em meados da década de 1980, fechada por um muro de cimento

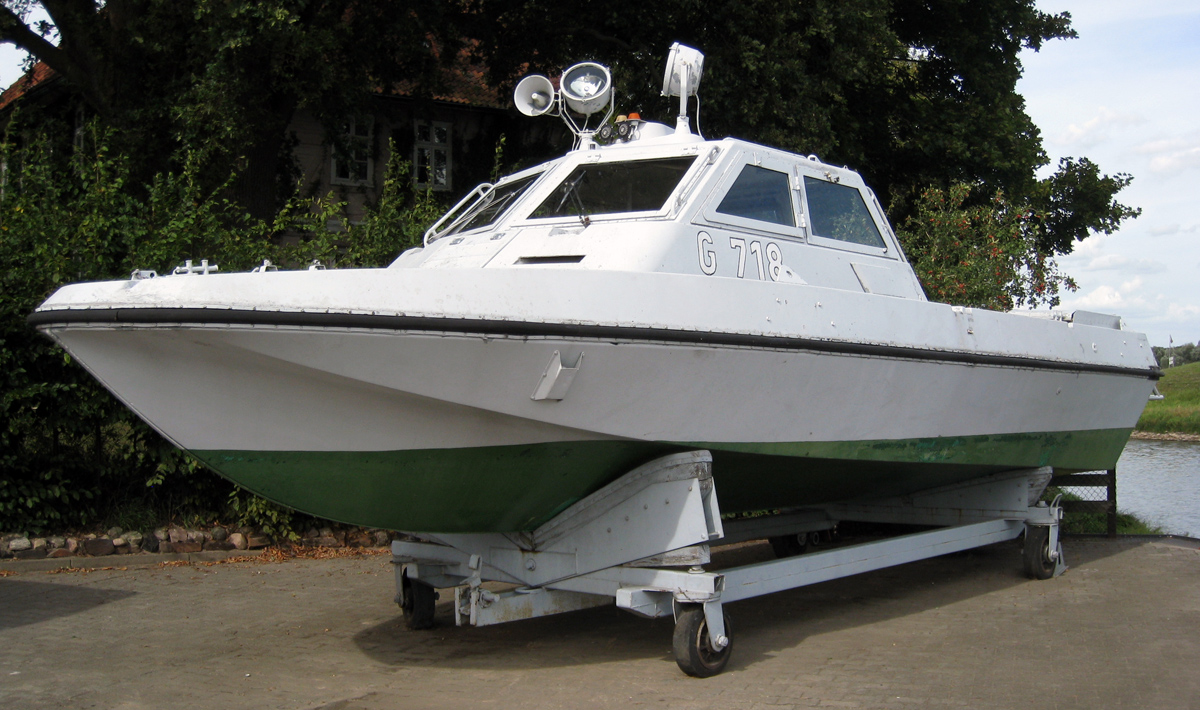
Lancha de alta velocidade das forças da RDA, equipada com holofotes para busca de fugitivos

A fronteira também se estendia ao longo de três rios importantes da Alemanha central: o rio Elba, entre Lauenburg e Schnackenburg (cerca de 95 km), o rio Werra e o rio Saale. As margens fluviais eram especialmente problemáticas: embora a Alemanha Ocidental e seus aliados alegassem que a linha de demarcação corria pela margem oriental, a Alemanha Oriental e os soviéticos insistiam que era localizada pelo meio dos rios (princípio do talvegue. Na prática, as águas eram partilhadas a 50/50 mas os canais de navegação cruzavam frequentemente essa linha média. Isto levou a situações tensas quanto a passagem de barcos
Os rios eram fortemente guardados, tal como outras partes da fronteira. No rio Elba, a RDA mantinha uma frota de cerca de 30 lanchas rápidas e a RFA cerca de 16 navios de guarda de fronteira. A margem era cuidadosamente vigiada, e durante a tentativa de cruzar os rios, aconteceram várias mortes. Muitas pontes foram destruídas nos dias finais da Segunda Guerra Mundial e continuaram em ruínas, e as pontes que resistiram à guerra foram bloqueadas ou demolidas pela Alemanha Oriental. Não havia serviço de barcas e as barcaças eram inspecionadas cuidadosamente pelos guardas de fronteira. Para evitar tentativas de fuga, as margens da RDA foram barricadas com uma linha contínua de vedações de metal e muros de cimento. Num local junto ao rio Elba, Rüterberg, as fortificações da fronteira rodeavam completamente a cidade e deixando isolados mesmo os seus habitantes do resto da Alemanha Oriental e não apenas do lado ocidental.

## Forças militares na fronteira
A guarda da fronteira interna alemã era composta por dezenas de milhares de militares, paramilitares e civis de ambas as Alemanhas Oriental e Ocidental, bem como do Reino Unido, dos Estados Unidos e, inicialmente, da União Soviética.

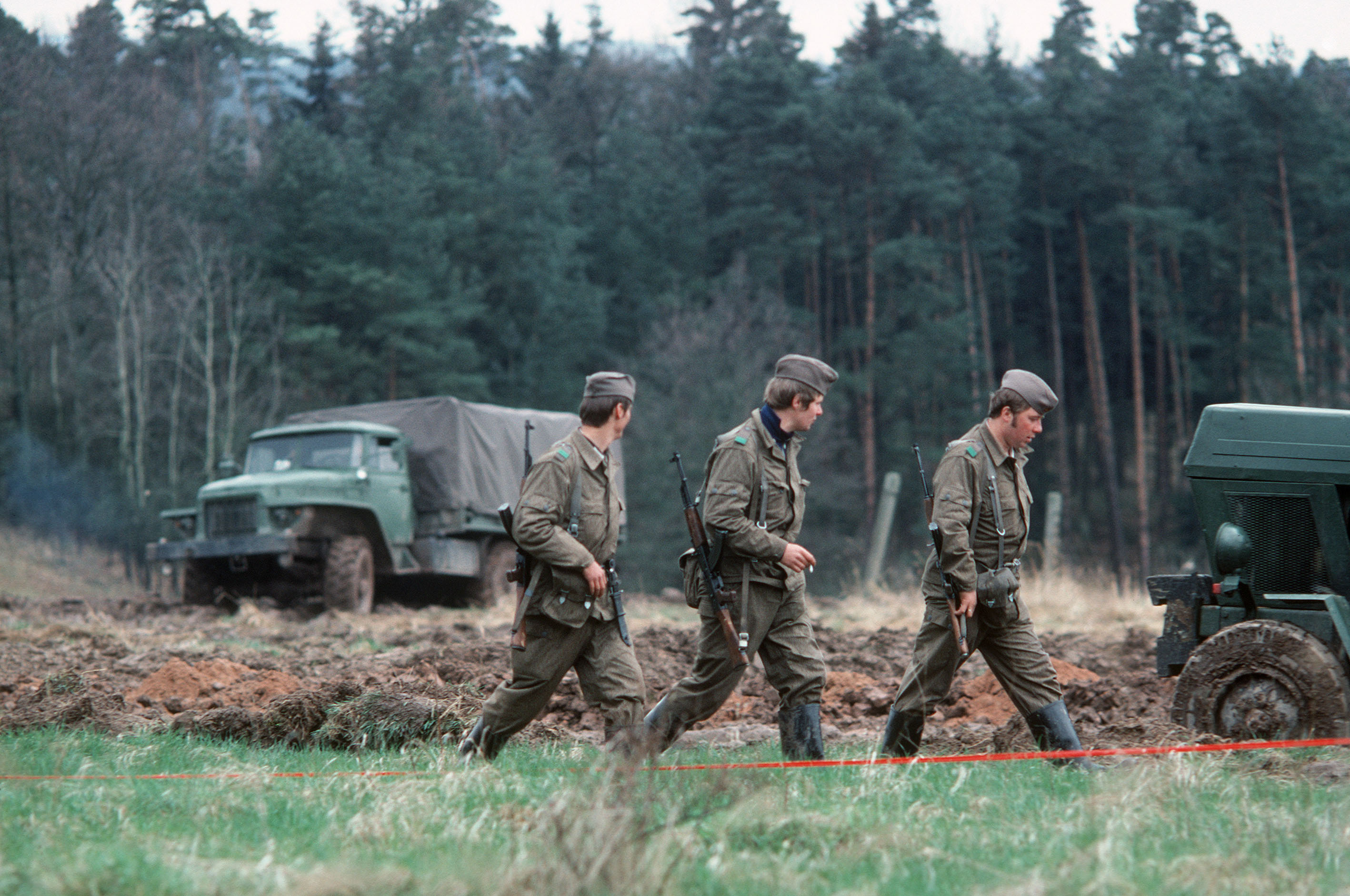
Soldados das Forças Militares de Fronteira da RDA

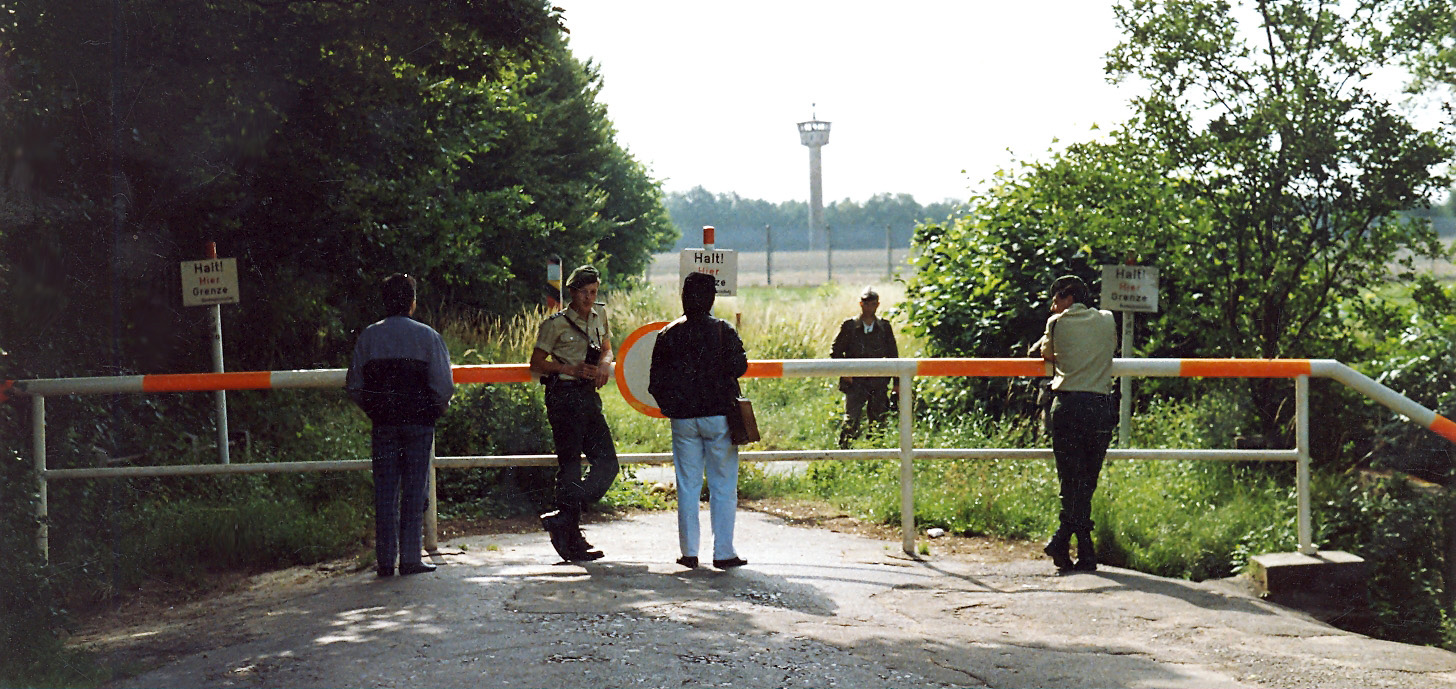
Militares da Bundesgrenzschutz da RFA, civis e um guarda de fronteira da RDA, em Herrnburg, perto de Lübeck.

### Alemanha Oriental
Após o fim da Segunda Guerra Mundial, o lado oriental da fronteira foi inicialmente guardado pelas tropas de fronteira (Pogranichnyie Voiska) do NKVD soviético (depois KGB). Estas forças foram completadas em 1946 por um grupo de paramilitares recrutados localmente, a Polícia de Fronteiras Alemã (Deutsche Grenzpolizei ou DGP), antes de os soviéticos entregarem o controlo total da fronteira para os alemães orientais em 1955/56. Em 1961 a DGP foi convertida em força militar dentro do Exército Nacional Popular (Nationale Volksarmee ou NVA). As tropas passaram a chamar-se Forças Militares de Fronteira da República Democrática Alemã (Grenztruppen der DDR, vulgarmente chamadas apenas Grenzer) ficando sob comando do NVA. Esta foi a força responsável por garantir e defender as fronteiras com a Alemanha Ocidental, Checoslováquia, Polónia, Mar Báltico e Berlim Ocidental. Em seu auge, as Grenztruppen tiveram até uma força de 50 000 militares.

### Alemanha Ocidental
Havia uma série de organismos do Estado da Alemanha Ocidental que tinham responsabilidade pelo policiamento no lado ocidental da fronteira. Estes incluíam a Bundesgrenzschutz (BGS, Proteção Federal de Fronteiras), a Bayerische Grenzpolizei (Polícia de Fronteiras da Baviera) e a Bundeszollverwaltung (Administração Federal de Alfândegas). As unidades do Exército da Alemanha Ocidental não eram autorizadas a se aproximar da fronteira sem ter a companhia do pessoal da BGS.
A BGS, criada em 1951, foi responsável pelo policiamento de uma zona de 30 km de profundidade ao longo da fronteira. Os seus 20 000 funcionários eram equipados com carros blindados, armas antitanque, helicópteros, caminhões e jipes. A BGS tinha poderes limitados de policiamento na sua zona de operações no que diz respeito às ameaças à paz da fronteira.
A Bundeszollverwaltung (BZV) era responsável pelo policiamento da maior parte da fronteira e fazia a gestão das travessias do lado ocidental. Tinha o poder de prender e revistar suspeitos na sua área de operações, com a exceção do setor na Baviera. As competências da BZV estavam sobrepostas bastante às da BGS, o que levou a uma certa posição de briga entre as duas agências.
A Bayerische Grenzpolizei (BGP) era a polícia de fronteira criada pelo governo da Baviera, e encarregava-se das tarefas policiais nos 390 km de fronteira da Baviera. No final da década de 1960, a BGP tinha 600 homens a patrulhar o seu setor, em conjunto com a BZV, BGS e o exército dos Estados Unidos. As suas tarefas eram muito similares às da BZV, o que conduziu a conflitos territoriais entre as duas agências.

### Aliados Ocidentais

Militares do Exército dos Estados Unidos encontram-se com oficiais da Bundesgrenzschutz, foto de 1979

O Exército Britânico apenas patrulhava com pouca frequência ao longo do seu setor da fronteira interna da Alemanha, principalmente para fins de treino e de valor simbólico. Na década de 1970 fazia apenas uma patrulha por mês, e só raramente usava helicópteros e radares de vigilância terrestre, sem postos de observação permanente. A zona da fronteira britânica foi dividida em dois setores, cobrindo uma distância total de cerca de 650 km ao longo da fronteira. Ao contrário dos americanos, os britânicos não atribuíram unidades específicas ao serviço nas fronteiras, pois havia rotação de tarefas entre as divisões do Exército Britânico do Reno.
A fronteira também foi patrulhada no sector britânico pelo British Frontier Service (BFS), a menor das entidades que faziam a vigilância da fronteira ocidental. O seu pessoal serviu como ligação entre os militares e os interesses políticos britânicos e as agências alemãs relacionadas com a fronteira. O BFS foi dissolvido em 1991 após a reunificação da Alemanha.
O Exército dos Estados Unidos mantinha uma presença militar substancial e contínua na fronteira interna da Alemanha durante todo o período entre 1945 e o fim da Guerra Fria. Soldados regulares americanos controlaram a fronteira a partir do final da guerra, até terem sido substituídos em 1946 pela United States Constabulary, uma força policial que foi dissolvida em 1952 quando as funções de policiamento foram transferidas para as autoridades alemãs. Foi substituída por dois regimentos de cavalaria blindada destinados a fornecer uma defesa permanente. O 2.º Regimento de Cavalaria Blindada com sede em Nuremberga e o 14.º Regimento de Cavalaria Blindada com sede em Fulda - mais tarde substituído pelo 11.º Regimento de Cavalaria Blindada - controlaram a fronteira com postos de observação e patrulhas aéreas e terrestres, contrariando as intrusões e fazendo recolha de informações sobre as atividades do Pacto de Varsóvia.

## Contactos entre os dois lados

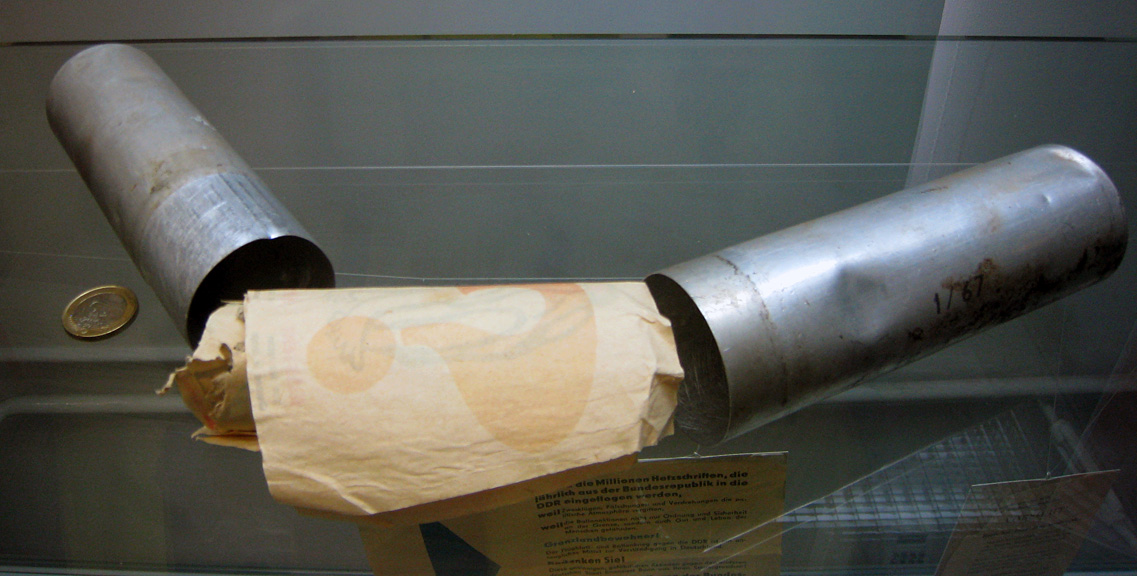
Rolo de propaganda da RDA com folhetos disparados através da fronteira durante a "guerra dos folhetos",

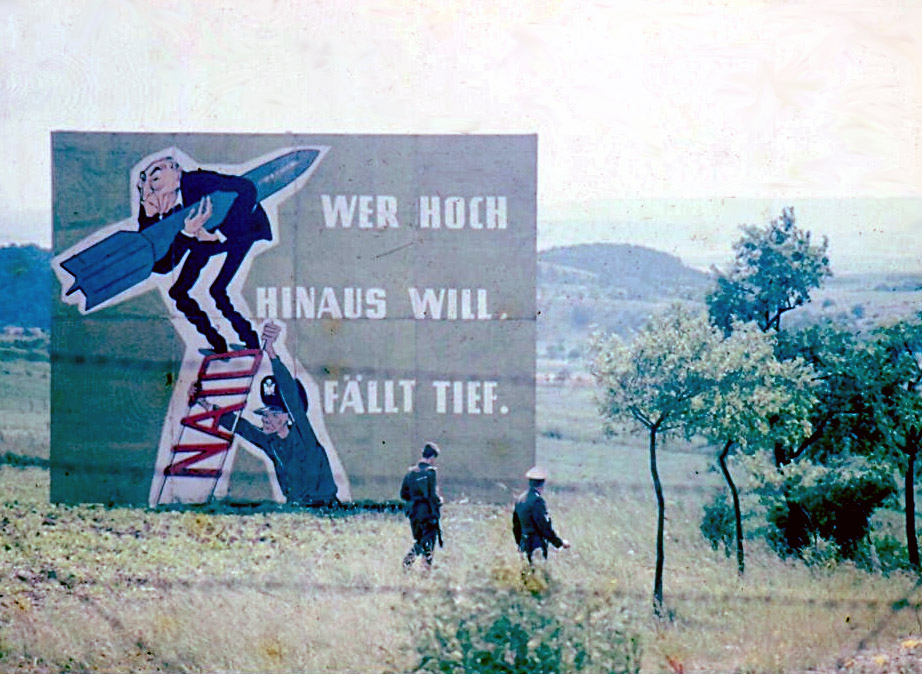
Guardas da RDA na Turíngia, frente a uma caricatura do chanceler da RFA, Konrad Adenauer.

Houve pouco contacto informal entre os dois lados; os guardas da Alemanha Oriental tinham ordens expressas para não falar com os ocidentais. Após o início da détente entre Alemanha Oriental e Ocidental na década de 1970, os dois lados estabeleceram procedimentos para a manutenção de contactos formais com catorze ligações diretas de telefone ou Grenzinformationspunkte (GIP, "pontos de informação transfronteiriça"). Estes foram usados para resolver problemas locais relacionados com a fronteira, como enchentes, incêndios florestais ou animais vadios.
Durante muitos anos, as duas partes travaram uma batalha de propaganda através da fronteira com grande quantidade de lançamento de folhetos no território vizinho. Os panfletos alemães ocidentais procuraram minar a vontade dos guardas da Alemanha Oriental para atirar sobre os refugiados que tentavam atravessar a fronteira, enquanto os folhetos do leste promoviam o ponto de vista da RDA segundo o qual a Alemanha Ocidental tinha um regime de intenção militarista que queria restabelecer as fronteiras da Alemanha de 1937.
Durante a década de 1950, a Alemanha Ocidental enviou milhões de folhetos de propaganda para a Alemanha Oriental. E, só em 1968, mais de 4000 projéteis contendo cerca de 450 000 folhetos foram disparados da Alemanha de Leste para o Oeste. Outros 600 recipientes impermeáveis com folhetos da Alemanha Oriental foram recuperados a partir dos rios transfronteiriços. A guerra dos folhetos "terminou por acordo mútuo no início da década de 1970 como parte da normalização das relações entre os dois estados alemães.

## Travessia da fronteira interna alemã

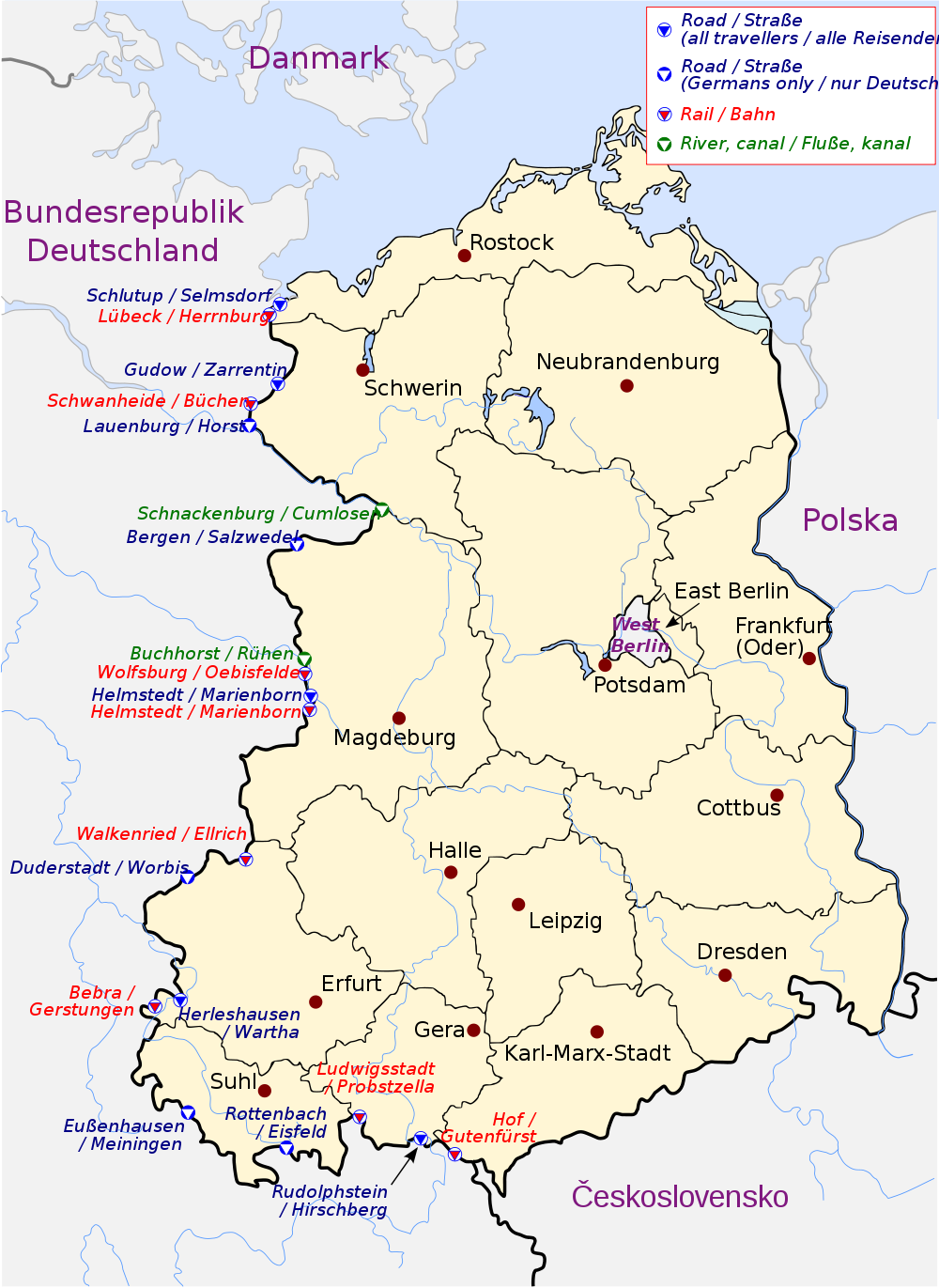
Pontos de cruzamento da fronteira interna alemã em 1982

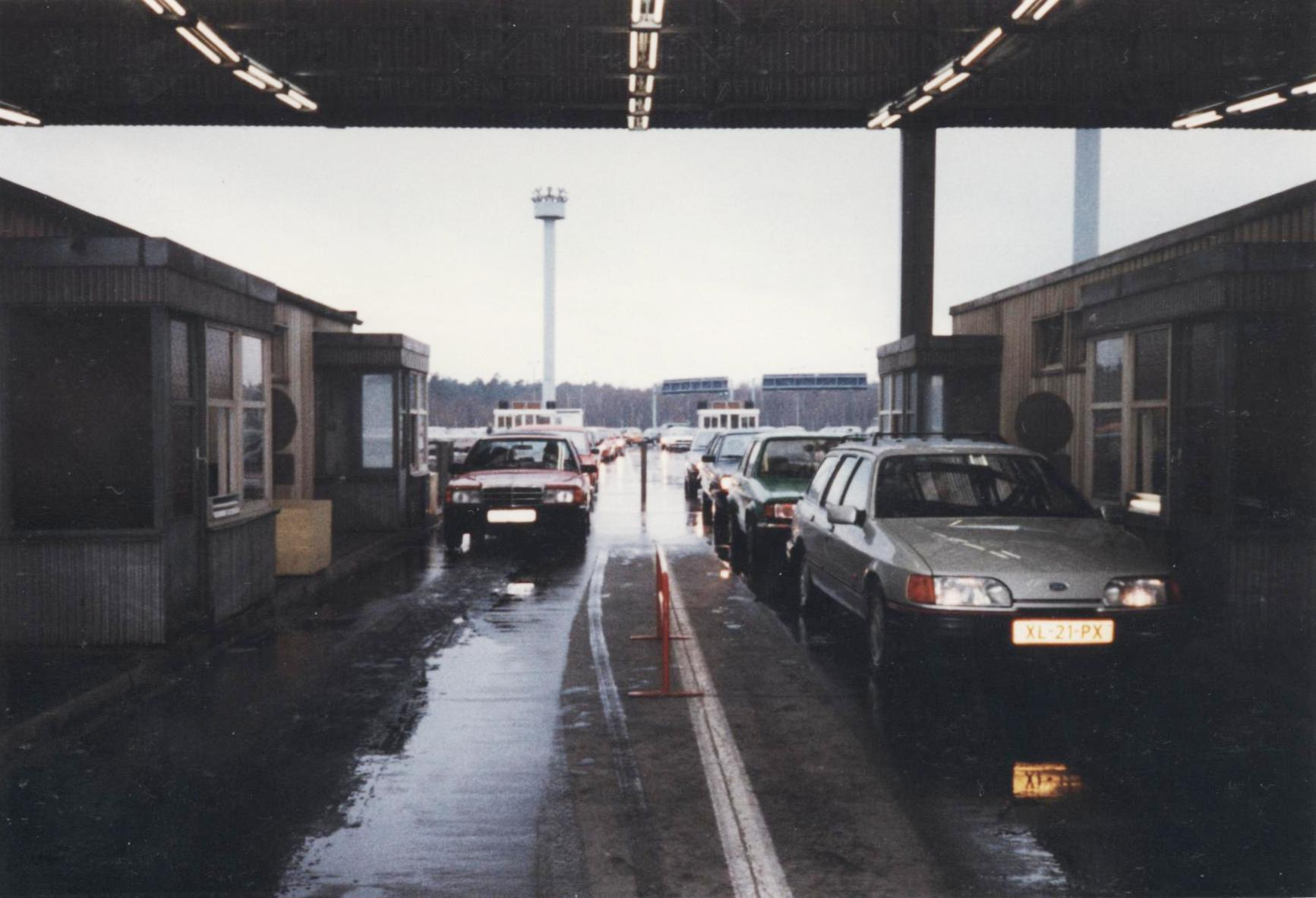
Veículos em espera no controlo de passaportes do ponto de atravessamento de Marienborn, dezembro de 1989

A fronteira interna alemã nunca esteve totalmente fechada, da mesma forma que a Zona Desmilitarizada da Coreia e podia ser atravessada em qualquer dos sentidos durante a Guerra Fria. Os acordos pós-guerra sobre o governo de Berlim especificavam que os aliados ocidentais tinham acesso à cidade por corredores aéreos, viários, ferroviários e fluviais. Isto foi respeitado pelos soviéticos e pelos alemães orientais, embora com interrupções periódicas e sempre com constrangimento dos viajantes. Mesmo durante o Bloqueio de Berlim de 1948, os mantimentos puderam chegar por ar devido a maior ponte aérea da história.
A fronteira podia ser atravessada legalmente apenas em locais determinados. Os estrangeiros podiam atravessar território da Alemanha Oriental nas rotas que ligavam Berlim Ocidental, Dinamarca, Suécia, Polónia e Checoslováquia. Porém, tinham acesso limitado e altamente controlado no resto do país e havia numerosas restrições na viagem, na hospedagem e no uso dos correios. Demoradas inspeções causavam longas esperas no trânsito dos locais de travessia. Os ocidentais viam isto como uma experiência cansativa. Jan Morris escreveu:
Viajar de oeste para leste através da fronteira interna alemã foi como entrar num sonho monótono e perturbador, habitado por todos os ogros do totalitarismo, um mundo de recentimentos gastos, aonde nada poderia ser feito para você, eu sentia, sem que ninguém ouvisse, e todos os seus passos eram seguidos por olhares atentos e mecanismos.

### Pontos de Travessa
Antes de 1952, a fronteira interna alemã podia ser transposta em qualquer ponto ao longo da sua extensão. A fortificação da fronteira resultou no corte de 32 linhas ferroviárias, três auto-estradas e 31 estradas principais, oito estradas primárias, cerca de 60 estradas secundárias e milhares de caminhos. O número de pontos de passagem foi reduzido para três corredores aéreos, três corredores rodoviários, duas linhas ferroviárias e duas ligações fluviais que davam acesso a Berlim, mais uma grande seção de pontos de passagem adicionais, para o tráfego de mercadorias. A situação melhorou um pouco após o início do desanuviamento na década de 1970, a chamada détente. Nessa época foram abertas em vários locais ao longo da fronteira passagens adicionais para os chamados Grenzverkehr kleine - "pequeno tráfego fronteiriço", que era o nome dado aos turistas da Alemanha Ocidental. Em 1982, havia 19 postos de fronteira: seis estradas, três autoestradas, oito linhas ferroviárias mais o rio Elba e o Mittellandkanal. A maior foi em Helmstedt-Marienborn sobre a autobahn Hanôver-Berlim, através da qual 34,6 milhões de viajantes passaram entre 1985 e 1989. Com o nome de código Checkpoint Alpha, este foi o primeiro dos três postos de fiscalização aliados na estrada para Berlim. Os outros foram o Checkpoint Bravo, onde a Autobahn cruza da Alemanha Oriental para Berlim Ocidental, e o mais famoso de todos, o Checkpoint Charlie, o único lugar onde não-alemães poderiam cruzar de oeste para leste em Berlim.

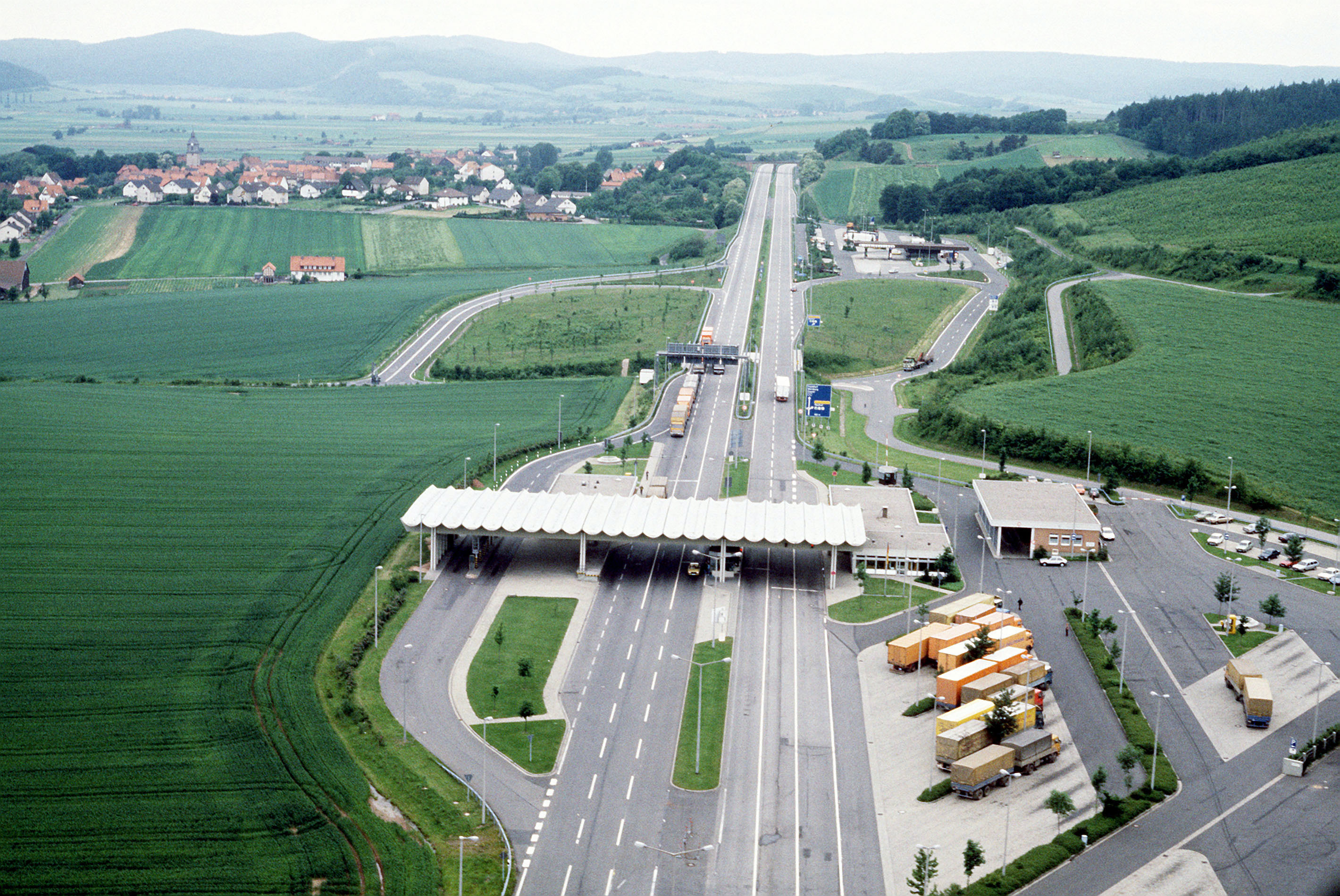
Fronteira em Herleshausen em 1985, e a Bundesautobahn 4 no sentido leste-oeste.

Não era possível movimentar-se simplesmente através das aberturas na vedação que existiam nos pontos de passagem, porque os alemães orientais instalaram barreiras de alto impacto para veículos e barreiras móveis circulantes que podiam (e conseguiram-no) matar motoristas que tentassem abalroá-las. Os veículos eram submetidos a rigorosos controlos para descobrir fugitivos. A inspeção a orifícios e o recurso a espelhos para ver a parte inferior dos veículos permitiam perscrutar tudo. Eram usadas sondas para investigar o chassi e até o depósito de combustível, onde um fugitivo poderia ser escondido. Os veículos poderiam ser parcialmente desmantelados em garagens no local. Em Marienborn houve até uma casa mortuária onde os caixões podiam ser verificados para confirmar se realmente os ocupantes estavam mortos. Os passageiros eram controlados e muitas vezes interrogados sobre os seus planos de viagem e sobre os motivos para fazer essa viagem.
O sistema tecnológico usado era simples e lento, baseando-se em grande parte nos registos de cartões com dados de viagens, mas foi eficaz, pois durante os 28 anos de funcionamento do complexo de Marienborn (o famoso Checkpoint Alpha) nenhuma fuga com êxito foi registada.

### Formalidades da passagem
Os alemães ocidentais eram capazes de atravessar a fronteira de forma relativamente livre para visitar parentes, mas tinham de passar por inúmeras formalidades burocráticas. Os alemães orientais eram submetidos a restrições muito severas. Só em novembro de 1964 é que foram autorizados a visitar o Ocidente, e mesmo assim apenas os reformados eram autorizados. Isso deu origem a uma piada que só na Alemanha Oriental é que as pessoas queriam envelhecer. Jovens alemães orientais não estavam autorizados a viajar para o Ocidente até 1972, embora poucos o fizessem até meados da década de 1980. Tinham que solicitar um visto de saída e passaporte, pagar uma taxa considerável, obter permissão do seu empregador e submeter-se a um interrogatório da polícia. As chances eram poucas para conseguir deferir os pedidos, e apenas só 40 000 por ano eram aprovados. A recusa era muitas vezes arbitrária, dependendo da boa vontade das autoridades locais. Os membros da elite do Partido e embaixadores culturais tinham frequentemente dada permissão para viajar, assim como os trabalhadores dos transportes públicos essenciais. No entanto, não eram autorizados a levar as suas famílias consigo.
Até ao final da década de 1980, os alemães orientais comuns só eram autorizados a viajar para o Ocidente em "assuntos de família urgentes", como casamentos, doença grave ou morte de um parente próximo. Em fevereiro de 1986 o regime alargou a definição de "assunto de família urgente", o que levou a um grande aumento no número de cidadãos da RDA capazes de viajar para o Ocidente. O relaxamento das restrições foi anunciado como um desejo da parte da liderança da RDA de reduzir a vontade dos seus cidadãos de viajar e diminuir o número de pedidos de emigração. Na prática, porém, teve precisamente o efeito oposto.

### Emigração da Alemanha Oriental

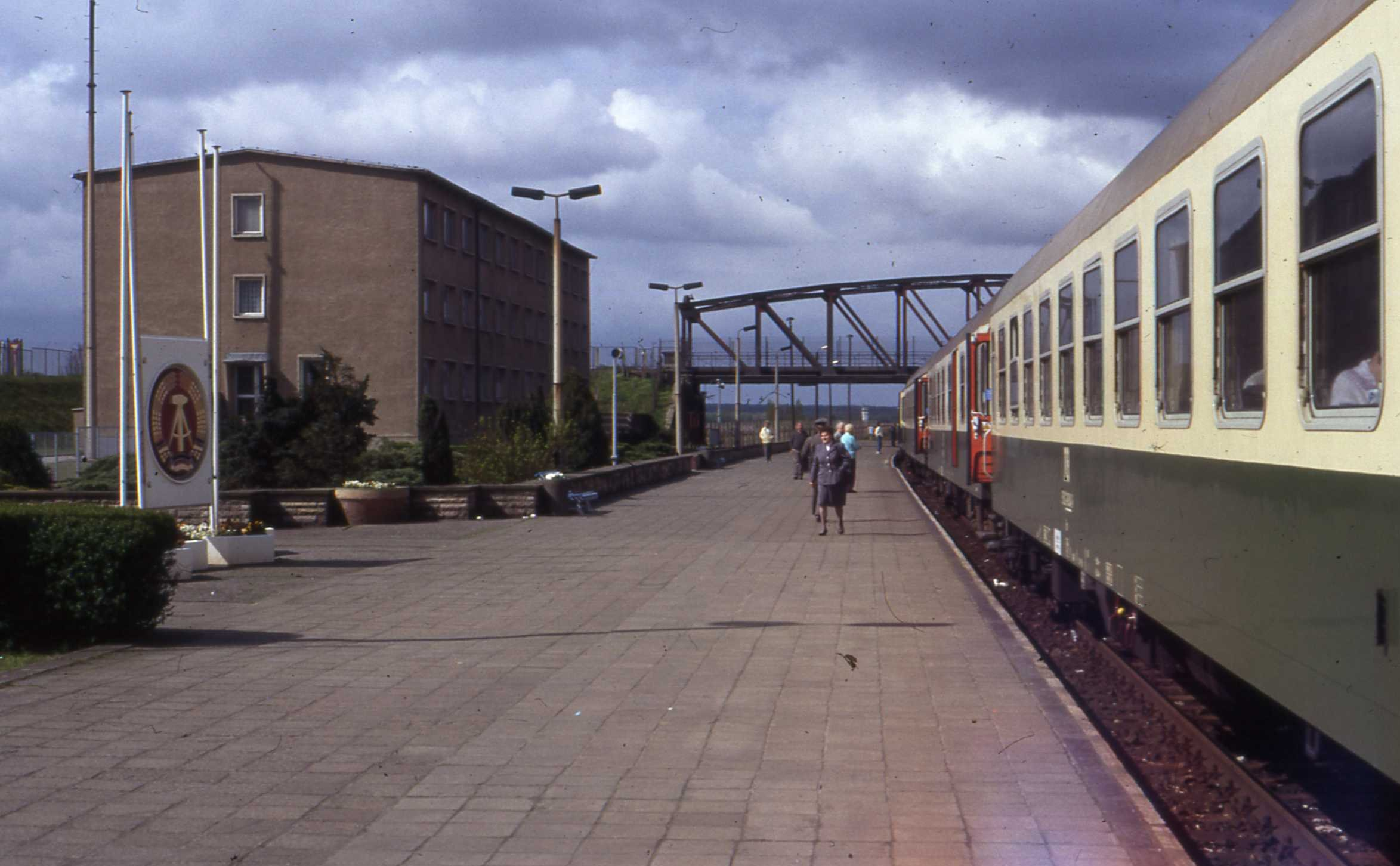
Cruzamento da fronteira por caminho-de-ferro em Oebisfelde, abril de 1990

Não havia base jurídica formal para permitir a um cidadão emigrar da Alemanha Oriental. Em 1975, entretanto, a Alemanha Oriental assinou os Acordos de Helsínquia, um tratado pan-europeu para melhorar as relações entre os países da Europa. Um número crescente de cidadãos da RDA procurou usar os Acordos de "prestação de liberdade de movimentos para conseguir vistos de saída. Até ao final da década de 1980 mais de 100 000 pedidos de vistos eram apresentados anualmente mas só cerca de 15 000 a 25 000 eram concedidos.
O governo da RDA continuou a opor-se à emigração e procurou dissuadir os potenciais emigrantes. O processo de petição de autorização de saída era propositadamente lento, exigente, frustrante e frequentemente inútil. Os requerentes eram marginalizados, despromovidos ou despedidos do seu trabalho, excluídos das universidades e sujeitos a ostracização. Podiam sofrer a ameaça de os seus filhos ficarem sob custódia estatal pela acusação de incapacidade de criar crianças. A lei era usada para punir os que prosseguissem com os pedidos de emigração e mais de 10 000 pessoas foram presas pela Stasi nas décadas de 1970 e 1980. Um relatório da secção de segurança do Comité Central dizia: "O problema da emigração confronta-nos com um problema fundamental do desenvolvimento da RDA. A experiência mostra que as soluções disponíveis (melhores possibilidades de viagem, expatriação dos requerentes, etc.) não atingiram os efeitos desejados, antes o oposto." O relatório afirmava ainda que "a agitação da emigração ameaça minar as crenças na correção das políticas do Partido."

### Resgates e "libertações humanitárias"
Os cidadãos da RDA podiam emigrar também pela rota semi-secreta do resgate pelo governo da RFA por um processo chamado Freikauf (compra da liberdade). Entre 1964 e 1989, 33 755 prisioneiros políticos foram resgatados. Outros 2087 foram soltos para o Oeste por uma amnistia em 1972. A mais 215 000, incluindo 2000 crianças separadas dos pais, foi permitido deixar a Alemanha Oriental para se juntarem às famílias. Em troca, a Alemanha Ocidental pagou mais de 3 400 milhões de marcos (DM) em bens e dinheiro vivo. Estas pessoas resgatadas eram valorizadas numa escala variável, que ia dos 1 875 DM por um trabalhador não qualificado até cerca de 11 250 DM por um médico. A justificação, dada pela Alemanha Ocidental, era que isso era uma compensação pelo dinheiro investido pelo Estado no prisioneiro. No início os bens de troca eram os que estavam em falta na RDA, como laranjas, bananas, café e medicamentos. Um prisioneiro médio valia cerca de 4 000 DM em bens. O esquema era altamente controverso na RFA. A Freikauf foi vista por muitos como tráfico de pessoas mas era defendida por outros como "puro ato humanitário"; o governo da RFA orçamentou verbas para a Freikauf sob o nome eufemístico de "apoio a medidas de ajuda especial de caráter pangermânico".

## Tentativas de fuga e vítimas

### Vagas de refugiados e tentativas de fuga

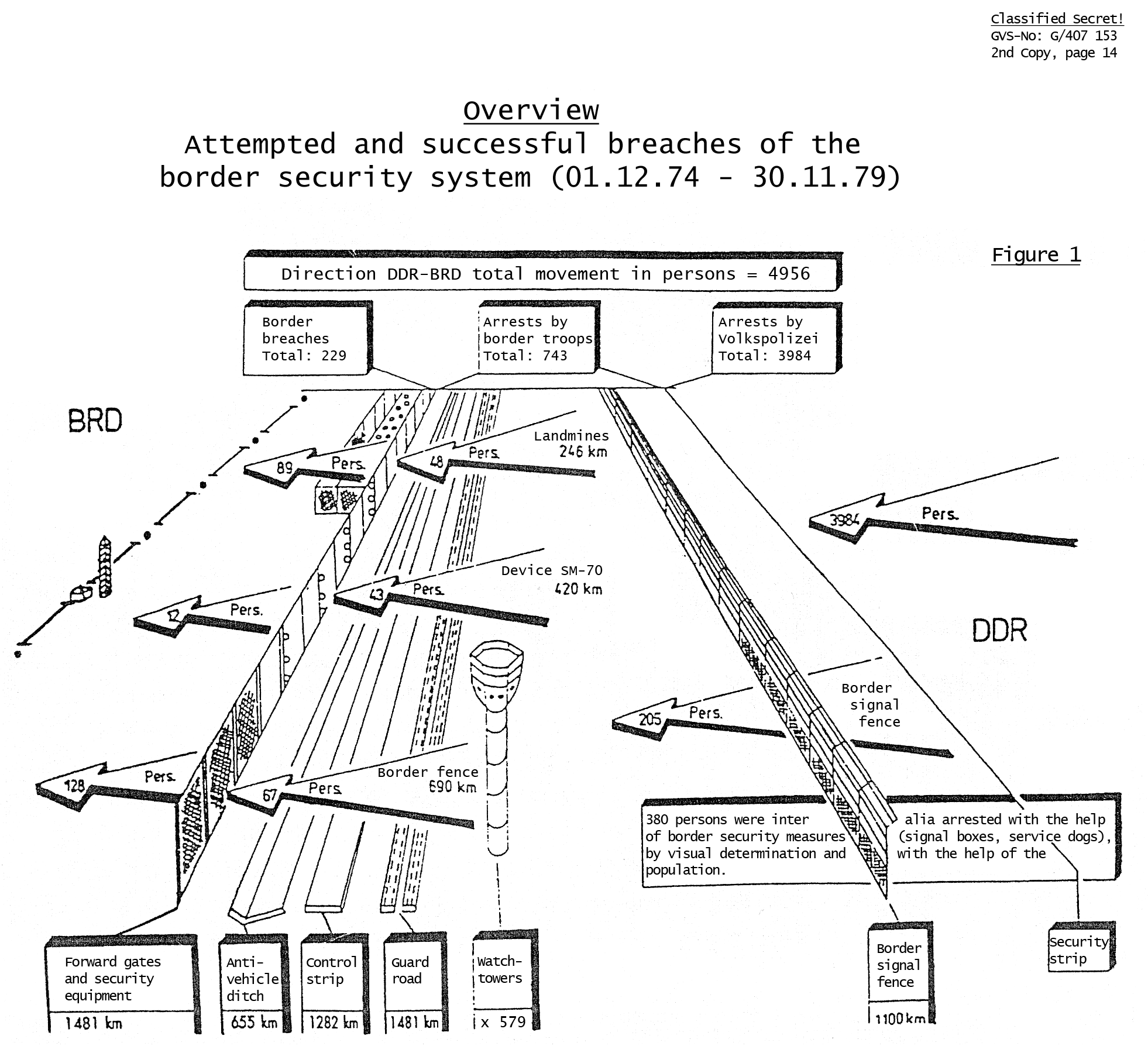
Diagrama do número de pessoas que conseguiam passar cada elemento da fronteira interna alemã, 1974–79

Entre 1950 e 1988, cerca de quatro milhões de alemães orientais emigraram para a RFA. Cerca de 3,454 milhões deixaram o país entre 1950 e a construção do Muro de Berlim em 1961. Depois da fronteira ser fortificada e vedada, o número de atravessamentos ilegais caiu drasticamente e ainda desceu mais quando as defesas foram melhoradas. Porém, os que tentavam a fuga eram muito menos que os que emigraram. Durante a década de 1980 só cerca de 1% dos que deixaram a RDA tinham fugido pela fronteira. Houve muito mais pessoas que deixaram a RDA depois de terem autorizações de viagem, fugindo através de terceiros países ou sendo resgatadas pelo governo da RFA.
A grande maioria dos refugiados era motivada por razões económicas e procurava melhorar as condições de vida. Acontecimentos como o esmagamento da revolta de 1953, a coletivização forçada e a crise económica da RDA do final da década de 1980 motivaram os surtos das tentativas de fuga.
As fugas e suas tentativas eram cuidadosamente estudadas e registadas pelas autoridades da RDA para identificar os pontos fracos. No final da década de 1970 foi feito um estudo do exército da RDA para rever as "brechas na fronteira" (Grenzdurchbrüche). Descobriu-se que 4 956 pessoas tentaram a fuga entre 1 de janeiro de 1974 e 30 de novembro de 1979. Destas, 3 984 (80,4%) foram presas pela Volkspolizei na Sperrzone, a zona restrita exterior. 205 pessoas (4,1%) foram apanhadas na vedação. Na zona de segurança interna (Schutzstreifen), mais 743 fugitivos (15%) foram presos pelos guardas. 48 pessoas (1%) foram paradas – ou seja, mortas ou feridas – por minas terrestre e 43 (0,9%) pelas minas SM-70 na vedação. Mais 67 (1,35%) foram capturadas na vedação (atingidas a tiro e/ou presas). Só um total de 229 pessoas - 4,6% do total - conseguiu passar pela vedação. Destes, a maior parte (129, ou seja, 55% das fugas com êxito) conseguiu passar em zonas sem minas. 89 pessoas (39% dos fugitivos com êxito) conseguiram passar os campos minados e a vedação, mas apenas 12 pessoas (6%) conseguiu passar as minas armadilhadas SM-70 da vedação.
As tentativas de fuga eram severamente punidas na RDA. A partir de 1953 o regime descrevia a fuga como Republikflucht ("fuga da República"), por analogia com o termo militar para deserção: Fahnenflucht. Um fugitivo com êxito não era um Flüchtling ("refugiado") mas sim um Republikflüchtiger ("Desertor da República"). Os fugitivos eram vistos pelo regime como estando ao nível dos traidores e criminosos. A Republikflucht tornou-se um crime em 1957, punível com multa pesada e até três anos de prisão. Tudo o que estava associado à fuga era sujeito a legislação criminal. Os apanhados em flagrante fuga eram julgados por espionagem e condenados a penas duríssimas. Mais de 75 000 pessoas – a média é de mais de 7 por dia – esteve presa por tentar a fuga, com uma média de prisão de um a dois anos. Os guardas que tentassem a fuga eram condenados em média a cinco anos de cadeia.

### Métodos de fuga

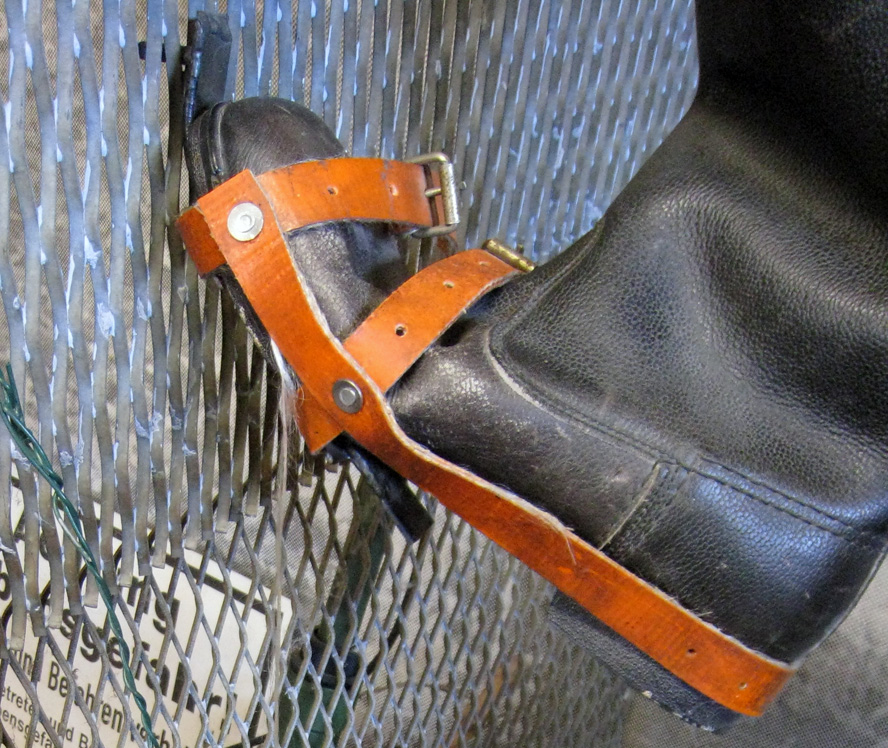
Bota modificada para permitir escalar a vedação

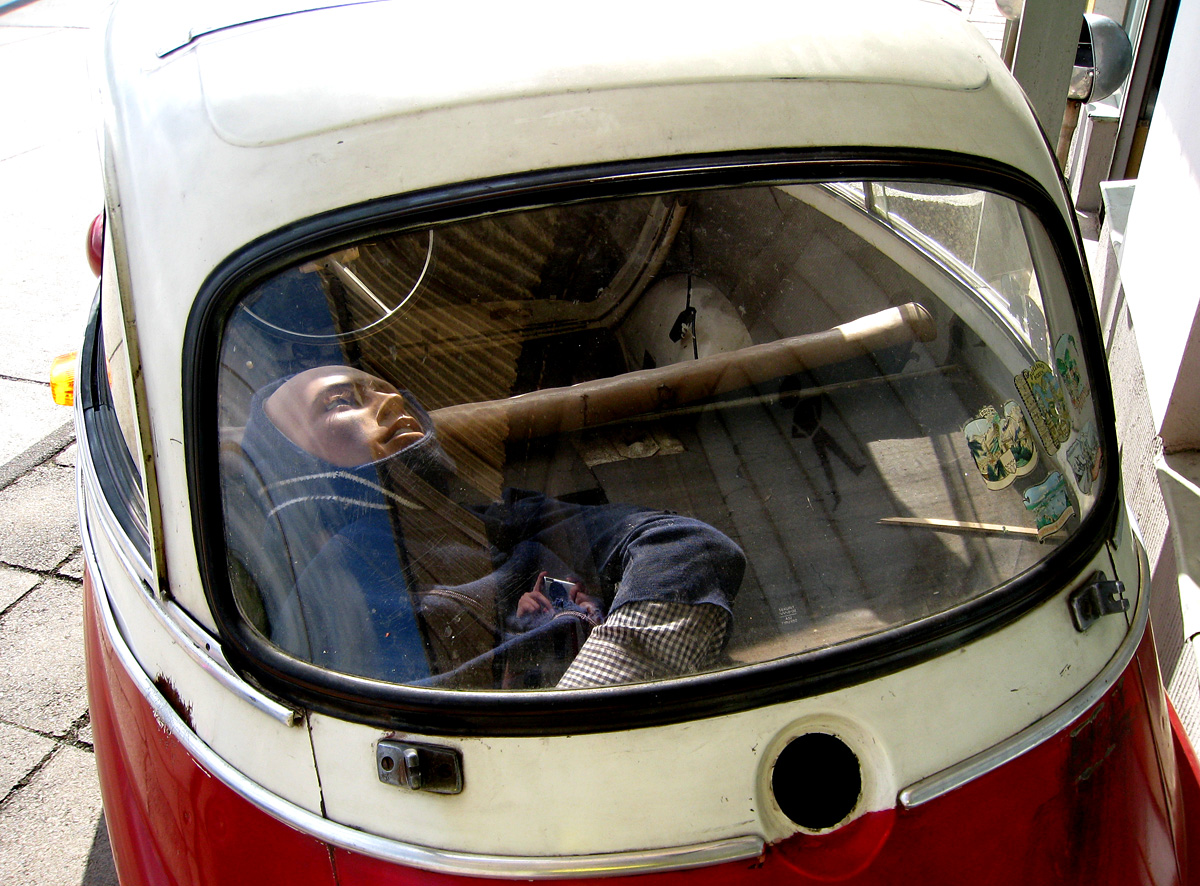
BMW Isetta, um microcarro usado para transportar alemães orientais pela fronteira na década de 1960

Os refugiados usavam uma série de métodos para fugir pela fronteira interna alemã. A grande maioria atravessou a pé, apesar de alguns seguirem rotas menos comuns. Uma das mais espetaculares fugas deu-se em setembro de 1979, quando oito pessoas de duas famílias num balão caseiro de ar quente voou até mais de 2500 m de altura antes de pousar perto da cidade alemã de Naila. Outros fugitivos confiaram mais na força física e resistência. Um fugitivo em 1987 usou ganchos para carne para escalar as cercas, enquanto em 1971 um médico nadou 45 km no Mar Báltico de Rostock quase à ilha dinamarquesa de Lolland antes de ser recolhido por um iate alemão ocidental. Outro fugitivo usou um colchão de ar para escapar através do Báltico em 1987. As fugas em massa eram raras. Uma das poucas que ocorreram teve lugar em 2 de outubro de 1961, quando 53 pessoas da aldeia fronteiriça de Böseckendorf - um quarto da população da aldeia - escaparam em massa, seguidas por mais 13 habitantes em fevereiro de 1963. Uma fuga em massa pouco comum ocorreu em setembro de 1964, quando 14 alemães orientais, incluindo onze crianças, foram contrabandeados através da fronteira num camião refrigerado. Foram capazes de escapar à deteção por estarem escondidas sob as carcaças de suínos abatidos e transportados para o Ocidente.
O tráfego não foi unidirecional: milhares de pessoas migraram a cada ano, da Alemanha Ocidental para leste, motivadas por razões como problemas conjugais, desavenças familiares e nostalgia. Vários militares aliados, incluindo ingleses, franceses, alemães e norte-americanos, também desertou.] Até ao fim da Guerra Fria, crê-se que cerca de 300 cidadãos dos Estados Unidos terão desertado pela cortina de ferro por uma série de razões – seja para escapar a acusações criminais, por razões políticas ou porque (como o St. Petersburg Times colocou o problema) "GI's com fome de miúdas [foram tentados] com sedutoras sereias, que geralmente abandonam o soldado apaixonado logo que ele está do outro lado da fronteira". O destino dos desertores, variava muito: alguns foram enviados diretamente para campos de trabalho sob a acusação de espionagem; outros suicidaram-se, enquanto alguns foram capazes de encontrar mulheres e trabalho no lado oriental da fronteira.

### Disparar a matar

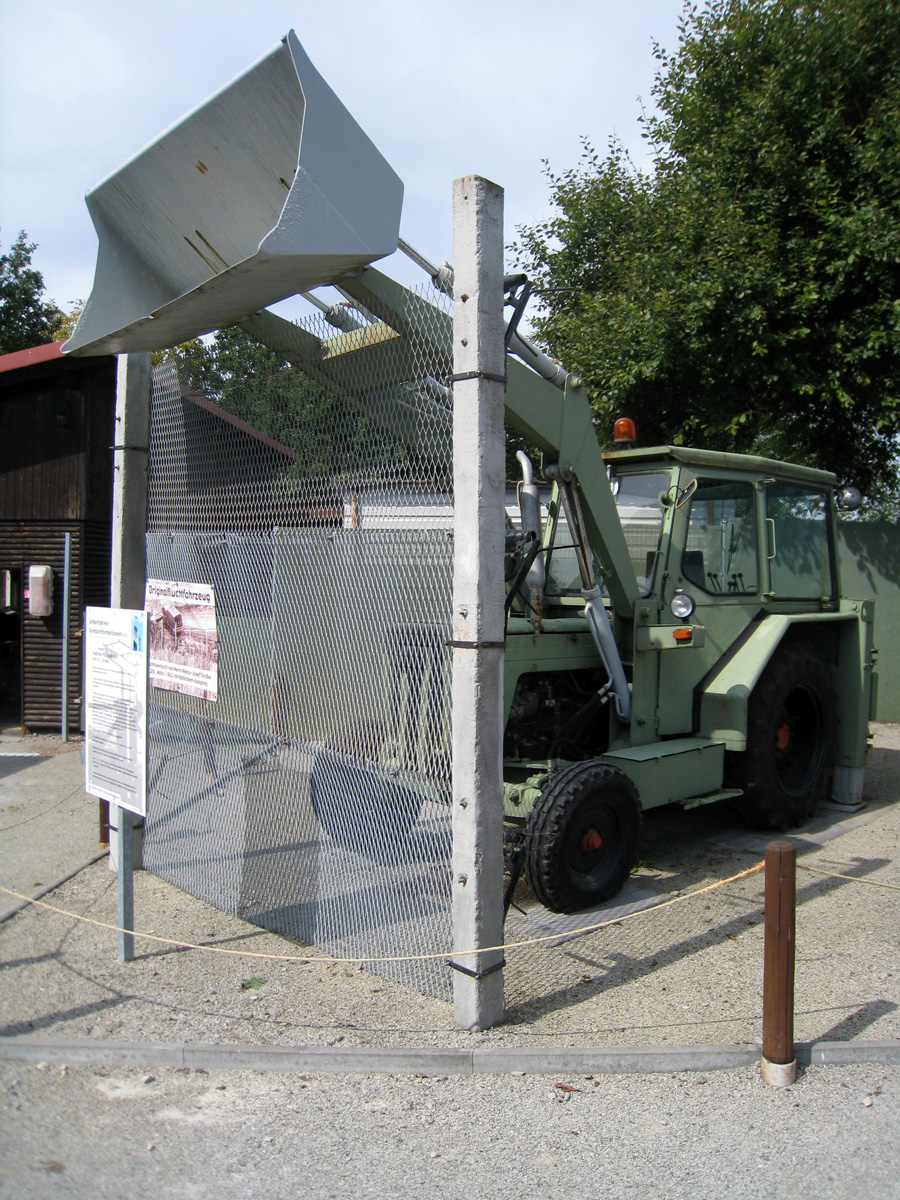
Escavadora usada por Heinz-Josef Große na tentativa de fuga fracassada. Große foi morto a 25 m da Alemanha Ocidental

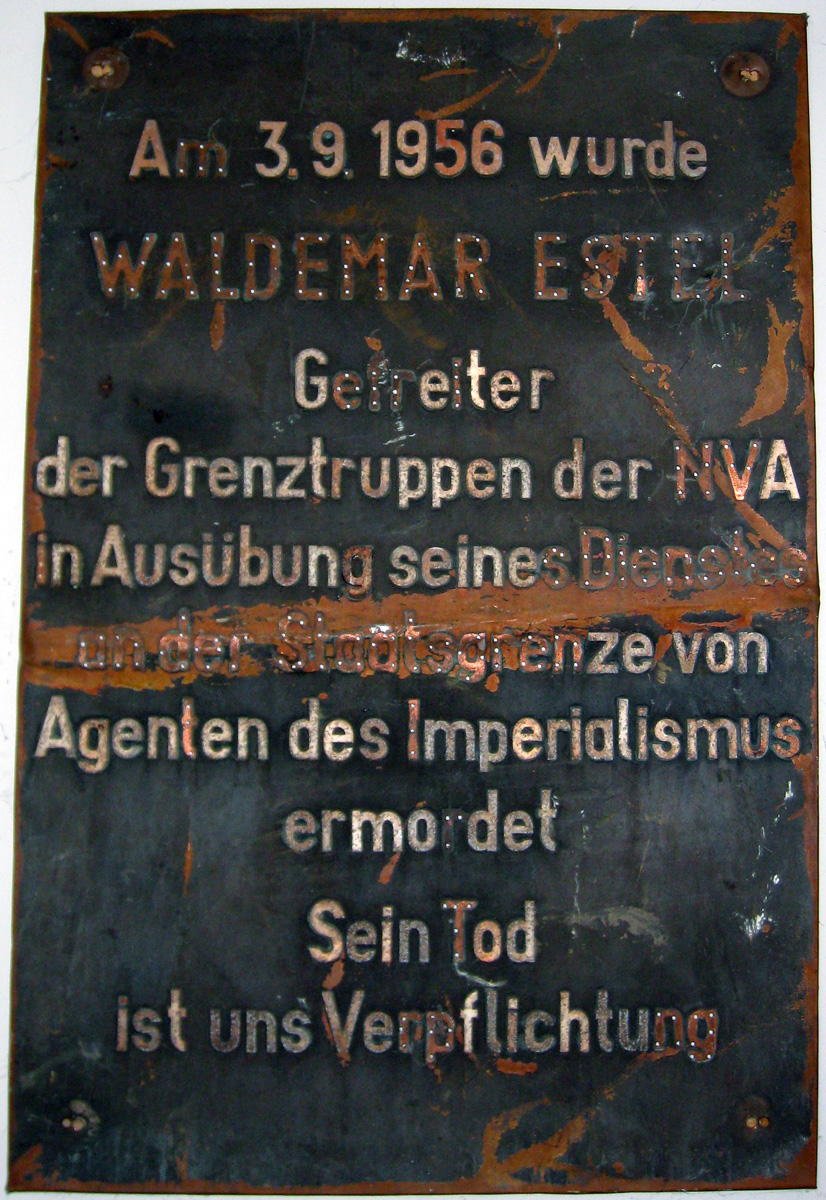
Memorial ao guarda de fronteira Waldemar Estel, morto em 3 de setembro de 1956. A RDA culpou os "agentes imperialistas" pela sua morte

De 1945 em diante, quem atravessasse a fronteira interna alemã corria o risco de ser baleado por guardas soviéticos ou da Alemanha Oriental. O uso de força letal foi denominado Schießbefehl ("ordem de fogo" ou "comando para disparar"). Entrou formalmente em vigor em 1948, quando os regulamentos relativos à utilização de armas de fogo na fronteira foram promulgados. Um regulamento emitido pela polícia da Alemanha de Leste em 27 de maio de 1952 estabelecia que "a recusa em obedecer às ordens da Patrulha de Fronteira implicará o uso de armas". Entre a década de 1960 e o final da década de 1980, foram dadas ordens verbais diárias (Vergatterung) aos guardas de fronteira para "perseguir, prender ou aniquilar os violadores". A RDA codificou formalmente os seus regulamentos sobre o uso de força letal em março de 1982, quando a Lei da Fronteira do Estado determinou que as armas de fogo eram para se usar como "medida máxima de uso da força" contra as pessoas que "publicamente tentassem romper fronteira do Estado". A liderança da RDA apoiou o uso da força letal. O general Heinz Hoffmann, ministro da Defesa da RDA, declarou em agosto de 1966 que "quem não respeita a nossa fronteira vai sentir a bala." Em 1974, Erich Honecker, como presidente do Conselho de Defesa Nacional da RDA, ordenou: "As armas de fogo devem ser impiedosamente usadas em caso de tentativas de romper a fronteira, e os companheiros que têm usado com sucesso as suas armas de fogo devem ser elogiados."
A Schießbefehl era, não surpreendentemente, muito controversa no Ocidente e foi alvo de críticas pelos alemães ocidentais. As autoridades da RDA, ocasionalmente, suspenderam a Schießbefehl nas ocasiões em que teria sido politicamente inconveniente ter de explicar a morte de refugiados, como durante uma visita à Alemanha Oriental feita pelo ministro francês dos Negócios Estrangeiros em 1985. Também foi um problema para muitos dos guardas da Alemanha Oriental e foi o fator motivador para uma série de fugas destes, quando os guardas que enfrentavam uma crise de confiança desertavam por causa de sua falta de vontade de atirar a matar sobre os concidadãos.
Uma das mortes que mais revolta causou contra a ordem de atirar a matar foi a de Heinz-Josef Große, um trabalhador que foi morto na faixa externa em 29 de março de 1982. Era um trabalhador das fortificações da fronteira, e cavava valas com uma escavadora. Ao ver que os guardas de fronteira estavam ausentes e que ele estava, aparentemente, não observado, dirigiu a máquina para toda a faixa da vedação de controlo e antiveículo adjacente à fronteira, levantou a pá, subiu sobre ela e pulou a cerca. A poucos metros de chegar ao território da RFA, na parte superior da encosta, foi descoberto por dois guardas de fronteira, que abriram fogo. Foi atingido por nove tiros disparados de espingardas Kalashnikov. Fatalmente ferido, sangrou até a morte apenas dentro do território da RDA, quando uma patrulha da fronteira da Alemanha Ocidental - que viu todo o incidente - ficou de braços cruzados, impotente. Em seu relatório posterior sobre o incidente, os guardas de fronteira da Alemanha Oriental afirmaram que "a tentativa de violação da fronteira na direção RDA-RFA foi impedida pelo uso de armas de fogo e o indivíduo sucumbiu aos ferimentos fatais".
Ainda não se sabe ao certo quantas pessoas morreram na fronteira interna da Alemanha, ou quem eram todos, já que a RDA tratou essa informação como um segredo muito bem guardado. Mas as estimativas subiram de forma constante desde a reunificação, tendo sido reunidas provas a partir de registos da Alemanha Oriental. A partir de 2009, as estimativas não-oficiais são de até 1100 pessoas, embora números oficiais indiquem uma menor contagem para o número de mortos, tanto antes como depois do Muro de Berlim ser construído.

## A queda da fronteira

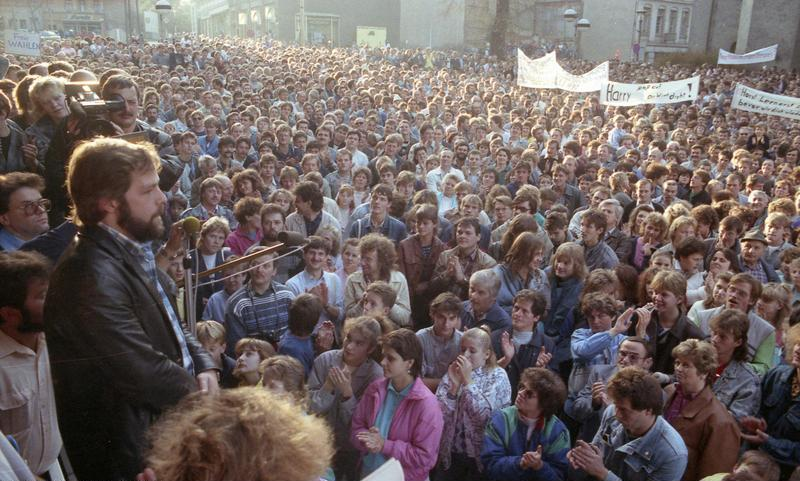
Uma manifestação em Plauen em 30 de outubro de 1989 apelando à democracia, liberdade de imprensa e liberdade de movimentos

A queda da fronteira interna alemã chegou de forma rápida e inesperada em novembro de 1989, junto com a queda do Muro de Berlim. A sua integridade tinha sido fatalmente comprometida em maio do mesmo ano, quando o governo comunista mas reformista da Hungria, apoiado pelo líder soviético Mikhail Gorbachev, começou a desmantelar as fortificações fronteiriças. A Hungria já era um destino turístico popular entre os alemães orientais. O seu governo era comunista mas tinha planeado eleições livres e reformas económicas como parte de uma estratégia para "reunir a Europa", e reformar a sua economia em dificuldades. A abertura da fronteira Áustria-Hungria foi essencial para este esforço: a RFA ofereceu secretamente um empréstimo de 500 milhões de marcos em troca da permissão dos cidadãos da RDA poderem emigrar livremente. Imagens das vedações com arame farpado a serem derrubadas foram transmitidas para a Alemanha Oriental pelas estações de televisão da RFA. Isto provocou um êxodo em massa de centenas de milhares de alemães orientais que começou em setembro de 1989. Juntamente com os que atravessavam a fronteira com a Hungria, dezenas de milhares de cidadãos da RDA escalaram os muros das embaixadas da RFA em Praga, Varsóvia e Budapeste, onde eram tratados como "cidadãos alemães" pelo governo federal, reclamando asilo.
O governo comunista da Checoslováquia, de linha dura, concordou com o fecho da sua fronteira com a Alemanha Oriental para tentar travar o êxodo. O encerramento provocou alvoroço em toda a Alemanha Oriental e a iniciativa do governo da RDA de humilhar os refugiados, expulsando-os do país em vagões selados falhou desastrosamente. Documentos de identidade e passaportes da RDA enchiam o caminho-de-ferro à medida que os refugiados os atiravam para fora das janelas. Quando os trens passaram por Dresden, 1500 alemães orientais invadiram a principal estação ferroviária, numa tentativa de entrar. Dezenas de pessoas ficaram feridas e o átrio da estação ficou praticamente destruído.
As pequenas manifestações das segundas-feiras pró-democracia cedo se tornariam ajuntamentos de centenas de milhares de pessoas em cidades de toda a RDA. A liderança pensou em usar a força mas retraiu-se, com a falta de apoio da União Soviética em relação a uma intervenção militar em força como o massacre da praça Tiananmen que ocorrera poucas semanas antes em Pequim. Os membros reformistas do Politburo da RDA procuraram salvar a situação forçando a demissão do líder Erich Honecker, substituindo-o por Egon Krenz. O novo governo conseguiu apaziguar os protestos ao reabrir a fronteira com a Checoslováquia, mas isto apenas resultou num novo surto do êxodo em massa através da Hungria. Em 8 de novembro de 1989, com colossais manifestações em todo o país, todos os membros do Politburo se demitiram e um novo e mais moderado Politburo foi nomeado sob direção de Egon Krenz.

### A abertura da fronteira e a queda da RDA

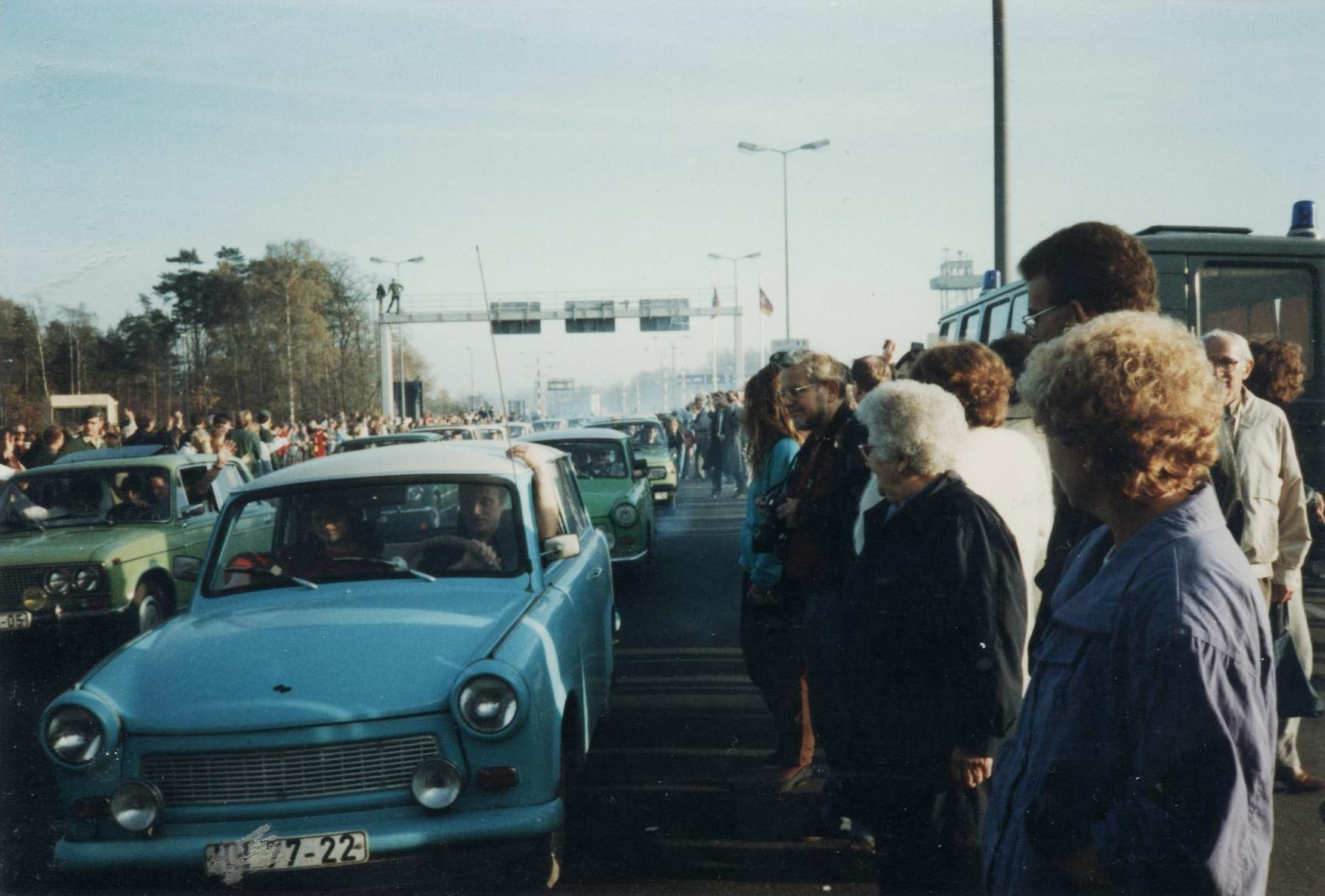
Multidões de alemães ocidentais dão as boas vindas a condutores de Trabant vindos da RDA na fronteira de Helmstedt, 11 de novembro de 1989.

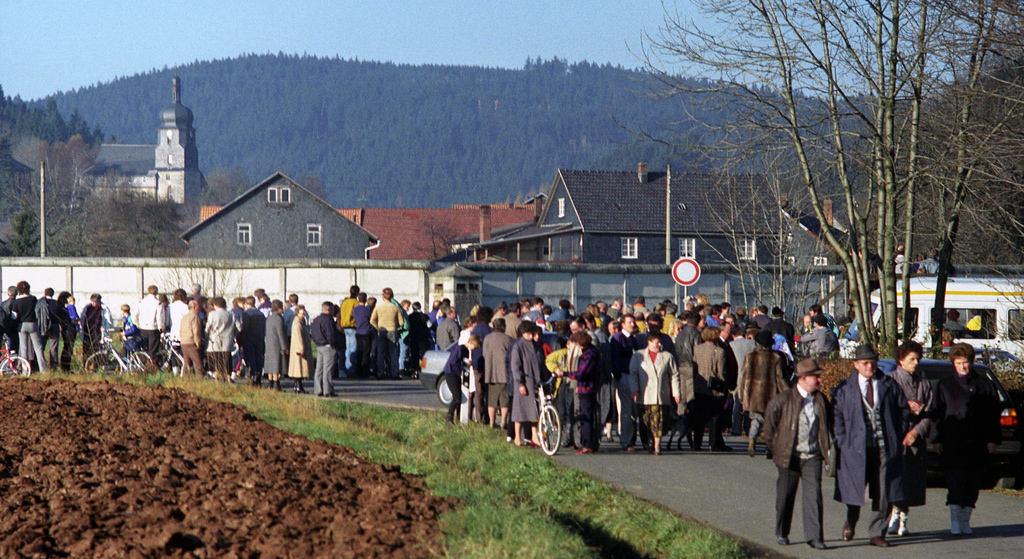
Alemães ocidentais e orientais em frente a um posto fronteiriço recém-aberto de Heinersdorf, perto de Wurzbach, Turíngia, em 4 de dezembro de 1989.

O governo da Alemanha Oriental tentou acalmar a situação, relaxando o controlo de fronteira, com efeitos a partir de 10 de Novembro de 1989; o anúncio foi na noite de 9 de Novembro de 1989, quando o membro do Politburo Günter Schabowski, numa conferência de imprensa um pouco caótica em Berlim Oriental, proclamou o novo regime de controlo como libertador do povo de uma situação de pressão psicológica por legalizar e simplificar a migração. Não compreendendo a nota que lhe foi passada sobre a decisão de abrir a fronteira, anunciou que a fronteira seria aberta "imediatamente, sem demora", em vez de ser a partir do dia seguinte como o governo tinha previsto. Fundamentalmente, a abertura não foi concebida para ser descontrolada nem para se aplicar aos alemães do leste que desejassem visitar o Ocidente como turistas. Numa entrevista em inglês após a conferência de imprensa, Schabowski disse a Tom Brokaw, repórter da NBC: "Não é uma questão do turismo. É uma permissão de deixar a RDA [permanentemente]."
À medida que a conferência de imprensa era transmitida ao vivo, em poucas horas milhares de pessoas reuniram-se junto ao Muro de Berlim pedindo aos guardas para abrir as portas. Os guardas não conseguiram contatar os superiores para pedir instruções, e, temendo uma debandada em desordem, abriram os portões. As cenas icónicas que se seguiram - com pessoas a entrar em Berlim Ocidental, sentadas no muro e atacando-o com picaretas - foram difundidas por todo o mundo.
Com os olhos do mundo em Berlim, o processo simultâneo de Grenzöffnung (abertura da fronteira) ocorreu em toda a extensão da fronteira interna alemã. As passagens foram abertas de imediato. Nos primeiros quatro dias, 4,3 milhões de alemães de leste - 25% da população total - entraram na RFA. No posto de Helmstedt, na ligação Berlim-Hanôver, houve filas de trânsito de 65 km, e alguns condutores esperaram 11 horas para atravessar para o oeste. A fronteira foi sendo reaberta por fases nos meses seguintes, permitindo ligar comunidades separadas havia quase 40 anos.

### Abandono da fronteira

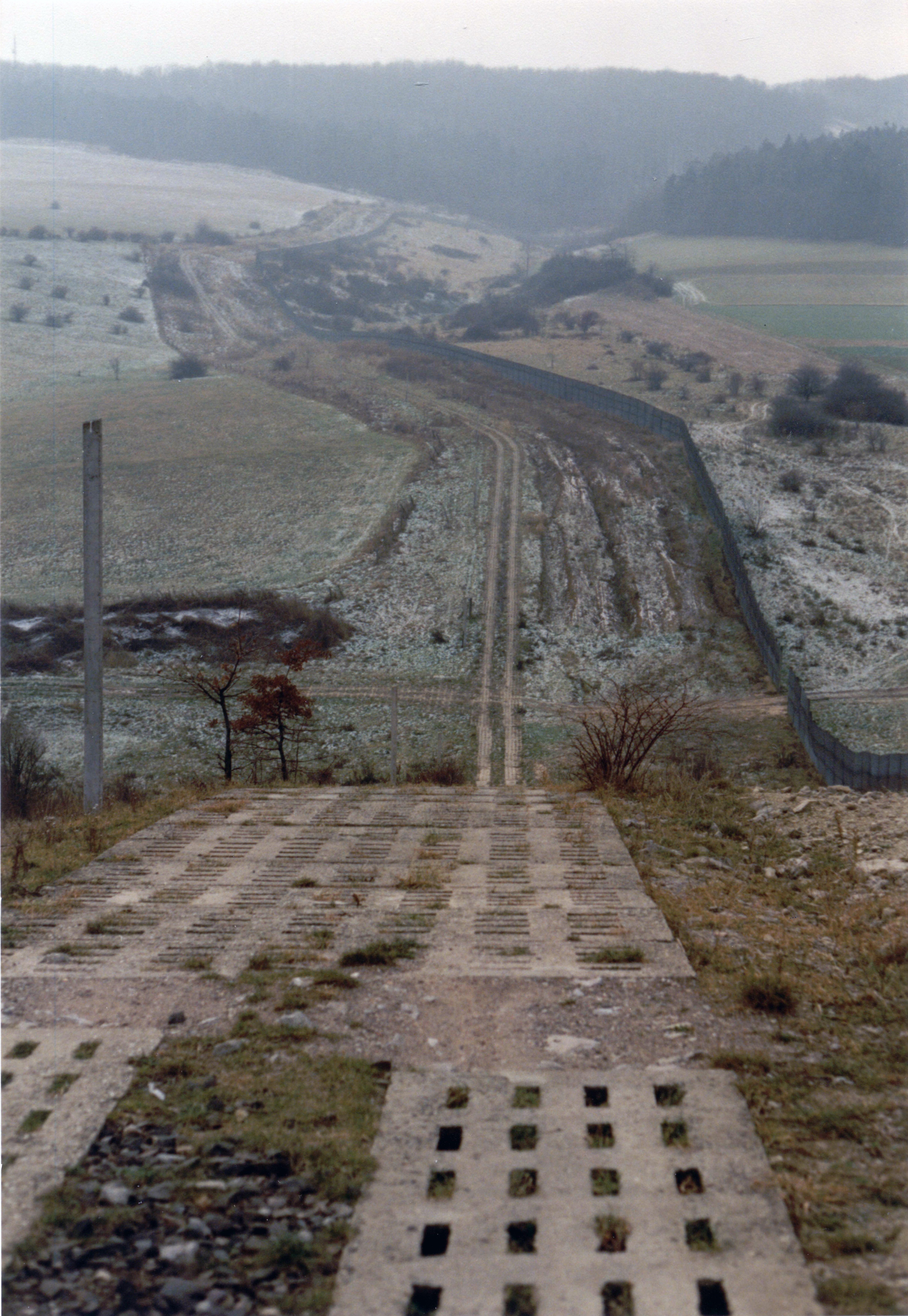
A fronteira abandonada na Turíngia em dezembro de 1990

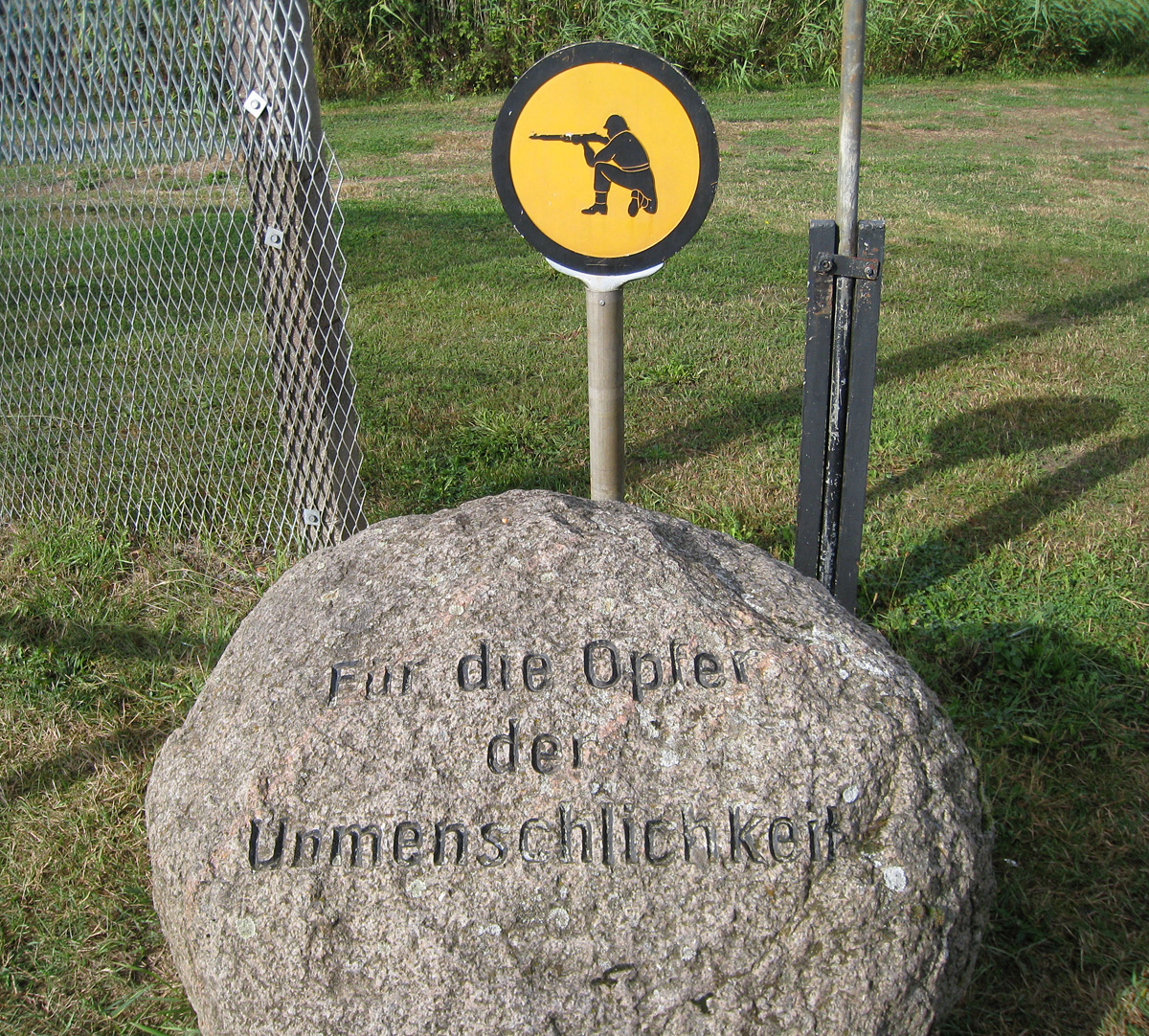
Memorial às "vítimas da desumanidade" em Rüterberg, Mecklemburgo-Pomerânia Ocidental.

As fortificações da fronteira foram progressivamente sendo demolidas e abandonadas nos meses seguintes à abertura. Dezenas de novas travessias estavam abertas em fevereiro de 1990, e os guardas não carregavam armas nem faziam muito esforço para verificar os passaportes dos viajantes. O número de guardas foi rapidamente reduzido; metade foram dispensados nos cinco primeiros meses após a abertura. Em 1 de julho de 1990 a fronteira foi abandonada e os Grenztruppen foram oficialmente abolidos; todos menos 2000 foram dispensados ou transferidos para outros empregos.
A Bundeswehr deu aos restantes guardas e a outros ex-membros da NVA a missão de derrubar as fortificações, o que só foi concluído em 1994. A dimensão da tarefa era imensa, envolvendo tanto a demolição das fortificações como a reconstrução das centenas de estradas e linhas férreas que tinham sido interrompidas. Uma complicação grave foi a existência de minas ao longo da fronteira. Embora os 1,4 milhões de minas colocadas pela RDA terem sido supostamente removidos durante a década de 1980, verificou-se que 34 000 estavam desaparecidas. Outras 1 100 minas foram encontradas e retiradas após a reunificação, com um custo de mais de 250 milhões de marcos alemães, num programa que não foi concluído senão no final de 1995.
A tarefa de desobstrução da fronteira foi não oficialmente auxiliada por civis alemães de ambos os lados da antiga fronteira, que retiraram das instalações as cercas, arame e blocos de cimento para usarem em obras nas suas casas. Grande parte do muro foi vendida a uma empresa de sucata alemã ocidental. Vários grupos ambientais lançaram um programa de reflorestação da fronteira, com a plantação de novas árvores e erva para preencher as clareiras ao longo da linha.

## A zona da fronteira hoje
Hoje pouco resta das instalações da antiga fronteira interna alemã. Pelo menos 30 museus públicos, privados e municipais ao longo da linha mostram equipamento e outros artefactos associados à fronteira. Entre os locais preservados há algumas dezenas de torres de vigia, pequenos trechos da vedação e instalações associadas (algumas foram reconstruídas). Há partes da vedação ainda in situ em Hötensleben e Mödlareuth, e alguns edifícios relacionados com a fronteira, como o posto de cruzamento em Marienborn.
Parte substancial da Kolonnenweg continua no seu lugar para servir como estrada agrícola ou florestal, e as valas antiveículo, vedações e outros obstáculos foram quase totalmente removidos. Obras de arte, pedras comemorativas, memoriais e sinais indicam que no local havia dantes uma fronteira, para relembrar as suas vítimas e registar a divisão e a reunificação da Alemanha.
O fecho da região da fronteira durante quase 40 anos criou em alguns locais santuários para a vida selvagem. Embora partes do lado oriental fossem cultivadas, a agricultura intensiva do género que era praticado no resto da Alemanha não era aí comum e grandes áreas estavam intocadas pela agricultura. Os ambientalistas sabiam já desde a década de 1970 que a fronteira se tornara um refúgio para espécies raras de animais e plantas. As suas descobertas levaram o governo bávaro a iniciar um programa de compra de terras ao longo da fronteira para assegurar a sua proteção.

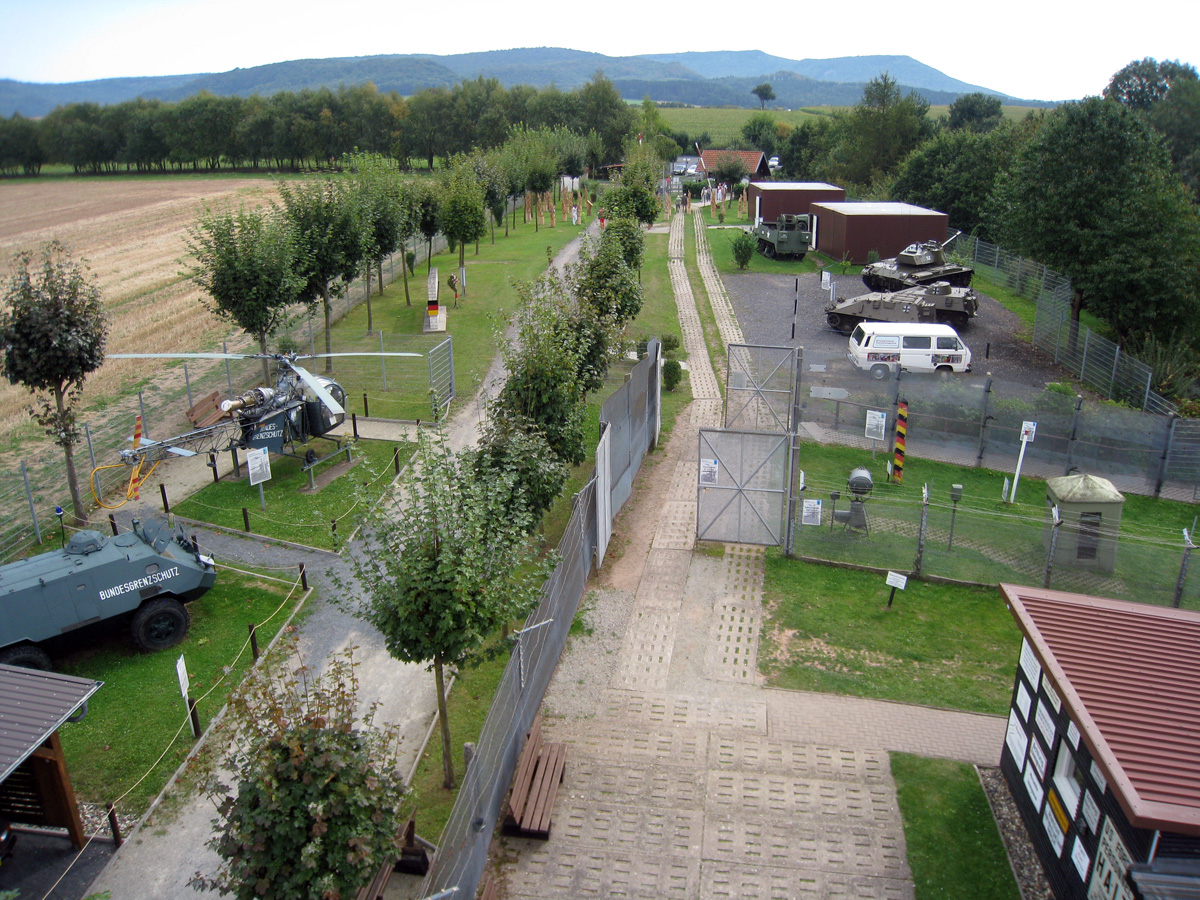
Vista de exposição de objetos relacionados com a fronteira no Grenzmuseum Schifflersgrund, na Turíngia.

Em dezembro de 1989, apenas um mês após a abertura da fronteira, ambientalistas da Alemanha Oriental e Alemanha Ocidental reuniram-se para elaborar um plano para estabelecer um "Cinturão Verde Alemão" (Grünes Band Deutschland) que se estende desde o Mar Báltico até à fronteira checa. O Bundestag aprovou por unanimidade em dezembro de 2004 a extensão da proteção federal para o Cinturão Verde e incorporou-o num "Cinturão Verde Europeu", a ser desenvolvido ao longo de todos os 6 800 km de comprimento da antiga cortina de ferro. O Cinturão Verde Alemão liga agora 160 parques naturais, e 150 áreas de flora e fauna, três reservas de biosfera da UNESCO e o Parque Nacional das Montanhas de Harz. Alberga uma grande variedade de espécies que são raras no resto da Alemanha, incluindo o gato-selvagem, a cegonha-preta, a lontra e espécies raras de musgos e orquídeas. A maioria dos milhafres-reais - mais da metade dos 25 000 que vivem na Europa - vivem ao longo da antiga fronteira. O Bund für Umwelt und Naturschutz Deutschland, um dos maiores grupos ambientalistas da Alemanha, tem promovido uma campanha para ampliar a área dentro do Cinturão Verde designada como a zona de conservação da natureza.

### Livros
- Adam, Thomas (2005). Germany and the Americas: culture, politics, and history. Santa Barbara, CA: ABC-CLIO. ISBN 9781851096282
- Allinson, Mark (2000). Politics and popular opinion in East Germany, 1945–68. Manchester: Manchester University Press. ISBN 9780719055546
- August, Oliver (1999). Along the Wall and Watchtowers. London: Harper Collins. ISBN 0002570432
- Baker, Frederick (2004). «The Berlin Wall». In:  Ganster, Paul; Lorey, David E. Borders and border politics in a globalizing world. Lanham, MD: Rowman & Littlefield. ISBN 9780842051040
- Bailey, Anthony (1983). Along the edge of the forest. London: Faber & Faber. ISBN 0571131956
- Berdahl, Daphne (1999). Where the world ended: re-unification and identity in the German borderland. Berkeley, CA: University of California Press. ISBN 0520214773
- Buchholz, Hanns (1994). «The Inner-German Border». In:  Grundy-Warr, Carl. Eurasia: World Boundaries Volume 3. Col: World Boundaries (ed. Blake, Gerald H.). London: Routledge. ISBN 0415088348
- Buckley Jr, William F. (2004). The fall of the Berlin Wall. Col: Turning Points in History. Hoboken, NJ: John Wiley & Sons. ISBN 9780471267362
- Childs, David (2001). The fall of the GDR. London: Pearson Education Ltd. ISBN 0582315689
- Cramer, Michael (2008). German-German Border Trail. Rodingersdorf: Esterbauer. ISBN 9783850002547
- Dale, Gareth (2005). Popular protest in East Germany, 1945–1989. London: Routledge. ISBN 9780714654089
- Dennis, Mike (2000). The Rise and Fall of the German Democratic Republic, 1945–90. Harlow: Longman. ISBN 9780582245624
- Detjen, Marion (2006). «Die propagandistische Ausrichtung der Strafverfolgung von Fluchthelfern in der DDR und ihre Wirkung im Westen». In:  Marxen, Klaus; Weinke, Annette. Inszenierungen des Rechts: Schauprozesse, Medienprozesse und Prozessfilme in der DDR. [S.l.]: BWV Verlag. ISBN 9783830512431
- Faringdon, Hugh (1986). Confrontation: the Strategic Geography of NATO and the Warsaw Pact. London: Routledge & Kegan Paul Books. ISBN 0710206763
- Freytag, Konrad (1996). «Germany's Security Policy and the Role of Bundeswehr in the Post-Cold War Period». In:  Trifunovska, Snežana. The Transatlantic Alliance on the Eve of the New Millennium. The Hague: Martinus Nijhoff Publishers. ISBN 9789041102430
- Fröhling, Wolf Amadeus (2007). Ick ooch: meine 20 Jahre DDR und die Folgen. Kampehl: Dosse. ISBN 9783981127935
- Gleye, Paul (1991). Behind the wall: an American in East Germany, 1988–89. Carbondale, IL: SIU Press. ISBN 9780809317431
- Gordon, Joseph S. (1988). «East German psychological operations: a 1965 case study». In:  Gordon, Joseph S. Psychological operations: the Soviet challenge. Boulder, CO: Westview Press. ISBN 9780813373959
- Gress, David (1985). Peace and survival: West Germany, the peace movement, and European security. Stanford, CA: Hoover Press. ISBN 9780817980917
- Hertle, Hans-Hermann (2007). The Berlin Wall: Monument of the Cold War. Berlin: Ch. Links Verlag. ISBN 9783861534631
- James, Howard (1992). «Introduction». In:  James, Howard; Stone, Marla. When the Wall came down: reactions to German unification. London: Routledge. ISBN 9780415905909
- Jarausch, Konrad Hugo (1994). The rush to German unity. New York City: Oxford University Press US. ISBN 9780195085778
- Kindermann, Gottfried Karl (1994). «Chapter 12: Recent ROC-PRC unification policies in the light of the German experience». In:  Lin, Bih-jaw; Myers, James T. Contemporary China and the changing international community. Columbia, SC: University of South Carolina Press. ISBN 9781570030246
- Koop, Volker (1996). "Den Gegner vernichten": die Grenzsicherung der DDR. Bonn: Bouvier. ISBN 9783416026338
- Ladd, Brian (1998). The ghosts of Berlin: confronting German history in the urban landscape. Chicago: University of Chicago Press. ISBN 9780226467627
- Ladd, Brian (2004). The companion guide to Berlin. Rochester, NY: Boydell & Brewer. ISBN 9781900639286
- Lapp, Peter Joachim (1986). Frontdienst im Frieden, die Grenztruppen der DDR: Entwicklung, Struktur, Aufgaben. Koblenz: Bernard & Graefe. ISBN 9783763753482
- Loth, Wilfred (2004). Europe, Cold War and coexistence, 1953–1965. London: Routledge. ISBN 9780714654652
- Maddrell, Paul (2006). Spying on Science: Western Intelligence in Divided Germany 1945–1961. Oxford: Oxford University Press. ISBN 0199267502
- McAdams, James A. (1985). East Germany and detente: building authority after the wall. Cambridge: Cambridge University Press. ISBN 9780521268356
- McDougall, Alex (2004). Youth Politics in East Germany: The Free German Youth Movement 1946–1968. Oxford: Clarendon Press. ISBN 0199276277
- Meyer, Michael (2009). The Year that Changed the World. New York City: Scribner. ISBN 9781416558453
- Moncourt, André; Smith, J. (2009). The Red Army Faction, a Documentary History: Volume 1: Projectiles for the People. Oakland, CA: PM Press. ISBN 9781604860290
- Morris, Jan (1997). Fifty years of Europe: an album. New York City: Villard. p. 71. ISBN 9780679416104
- Müller-Enbergs, Helmut (1988). «Innere Sicherheit: Grenztruppen, MfS, Volkspolizei, Wehrerziehung and Zivilschutz». In:  Judt, Matthias. DDR-Geschichte in Dokumenten. [S.l.]: Ch. Links Verlag. ISBN 9783861531425
- Nothnagle, Alan L. (1990). Building the East German myth: historical mythology and youth propaganda in the German Democratic Republic. Ann Arbor: University of Michigan Press. ISBN 0472109464
- Osmańczyk, Edmund Jan; Mango, Anthony (2004). «Allied Control Council for Germany». Encyclopedia of the United Nations and international agreements, volume 1. New York City: Routledge. ISBN 0415939216
- Ritter, Jürgen; Lapp, Peter Joachim (2007). Die Grenze: ein deutsches Bauwerk. Berlin: Ch. Links Verlag. ISBN 9783861534655
- Rodden, John (2002). Repainting the little red schoolhouse: a history of Eastern German education, 1945-1995. New York City: Oxford University Press US. ISBN 9780195112443
- Rottman, Gordon L. (2008). The Berlin Wall and the Intra-German border 1961–89. Col: Fortress 69. Oxford: Osprey. ISBN 9781846031939
- Schweitzer, Carl Christoph (1995). Politics and government in Germany, 1944–1994: basic documents. Providence, RI: Berghahn Books. ISBN 9781571818553
- Sebasteyen, Victor (2009). Revolution 1989: the Fall of the Soviet Empire. London: Weidenfeld & Nicolson. ISBN 9780297852230
- Shackley, Theodore; Finney, Richard A (2005). Spymaster: my life in the CIA. Dulles, VA: Brassey's. ISBN 9781574889154
- Shears, David (1970). The Ugly Frontier. London: Chatto & Windus. OCLC 94402
- Stacy, William E. (1984). US Army Border Operations in Germany. [S.l.]: US Army Military History Office. OCLC 53275935
- Stokes, Raymond G. (2000). Constructing socialism: technology and change in East Germany 1945–1990. Baltimore: Johns Hopkins University Press. ISBN 9780801863912
- Weber, Jürgen (2004). Germany, 1945–1990: a parallel history. Budapest: Central European University Press. ISBN 9789639241701
- Weinberg, Gerhard (1995). A world at arms: a global history of World War II. Cambridge: Cambridge University Press. ISBN 0521558794

### Notícias
- Anderson, Jack (14 de junho de 1964). «Why Have U.S. Army Men In Europe Defected Behind The Iron Curtain?». St. Petersburg Times. Consultado em 25 de outubro de 2009
- Buschschluter, Siegfried (11 de outubro de 1981). «Trade in human beings costs Bonn dear». Guardian Weekly
- Cowell, Alan (12 de setembro de 1996). «Beside the Autobahn, a Cold-War Memory Lane». The New York Times
- Czuczka, Tony (13 de janeiro de 2000). «Last East German communist boss going to jail unrepentant». Associated Press
- Evans, Michael (15 de fevereiro de 1990). «Border watchdog, Thomas Jones, completes 30-year patrol». The Times
- Fowle, Farnsworth (8 de fevereiro de 1981). «Dresden's Salvaged Treasures». The New York Times
- Hall, Allan (19 de maio de 2008). «Cold War legacy a haven for nature». The Age
- Hooper, John (7 de agosto de 2001). «East Germany jailed 75,000 escapers». The Guardian. Consultado em 25 de outubro de 2009
- Jackson, James O. (12 de fevereiro de 1990). «The Revolution Came From the People». Time. Consultado em 25 de outubro de 2009
- Jacoby, Jeff (8 de novembro de 1989). «The Wall came tumbling down». Boston Globe
- Kellerhoff, Sven Felix; Banse, Dirk (11 de agosto de 2007). «"Zögern Sie nicht mit der Schusswaffe!"». Berliner Morgenpost. Consultado em 25 de outubro de 2009
- Koenig, Robert L. (22 de abril de 1990). «Unity replaces fence – German social, economic barriers next to fall». St. Louis Post-Dispatch
- Maguire, Helen (20 de outubro de 2009). «Leaving East Germany - as easy as Alpha, Bravo, Charlie?». Deutsche Presse-Agentur. Consultado em 25 de outubro de 2009
- McCartney, Robert J. (16 de abril de 1988). «E. Germany Relaxes Curbs on Working Citizens' Visits to West». The Washington Post
- Mielke, Michael (6 de maio de 2002). «Der Fall Gartenschläger». Berliner Morgenpost. Consultado em 9 de agosto de 2009
- Mulligan, Hugh A. (28 de outubro de 1976). «East German border appearance has changed». The Bulletin. The Associated Press. Consultado em 3 de agosto de 2009
- Paterson, Tony (17 de maio de 2009). «From Iron Curtain to Green Belt». Independent On Sunday
- Staff (7 de agosto de 2001). «Scale of East German exodus revealed». BBC. Consultado em 4 de agosto de 2009
- Staff (9 de agosto de 2005). «More Than 1,100 Berlin Wall Victims». Deutsche Welle. Consultado em 8 de agosto de 2009
- Staff (2 de novembro de 2006). «"We Were Told to Stop Trespassing at All Costs"». Deutsche Welle. Consultado em 25 de outubro de 2009
- Staff (3 de setembro de 1987). «East German defector seventh since Saturday». Gainesville Sun. The Associated Press. Consultado em 25 de outubro de 2009
- Staff (7 de julho de 1977). «Buff Boom». Los Angeles Times
- Staff (13–14 de outubro de 1989). «Sie gaben ihr Leben für ihr Vaterland». Neues Deutschland
- Staff (4 de agosto de 1971). «East German Doctor Swims To Freedom». St. Petersburg Times. United Press International (UPI). Consultado em 25 de outubro de 2009
- Staff (28 de agosto de 1987). «Climber flees East Germany». Sunday Star-News. Consultado em 25 de outubro de 2009
- Staff (18 de agosto de 1975). «Nudes warm up the Cold War». The Age
- Staff (9 de junho de 1952). «'Forbidden Zone' Runs Across Opencast Site». The Manchester Guardian
- Staff (7 de agosto de 1976). «East Germany Apologizes For Fatal Shooting of Italian». The New York Times
- Staff (17 de setembro de 1979). «Homemade balloon carries 8 to freedom». The Prescott Courier. Consultado em 25 de outubro de 2009
- Staff (2 de julho de 1990). «Berlin reunites, borders fade». The Record. Bergen County
- Staff (7 de julho de 1963). «Escape Into East Germany Not Blocked by Wire, Mines». The Spokesman-Review. The Associated Press. Consultado em 25 de outubro de 2009
- Staff (30 de maio de 2004). «History hits the wall – Tourists warm to Berlin's Cold War». The Sunday Telegraph. London
- Staff (18 de setembro de 2009). «Sonntagsreden am Todesstreifen?». Thüringen Journal. Mitteldeutscher Rundfunk
- Staff (11 de julho de 1959). «Two Soldiers Go To E. Germany». The Times
- Staff (21 de julho de 1962). «Baltic Coast Made Border Zone». The Times
- Staff (11 de setembro de 1964). «Two Families Flee From East Germany». The Times
- Staff (13 de maio de 1996). «Border "No Man's Land" Officially Declared Mine-Free». The Week in Germany. New York City: German Information Center
- Thorson, Larry (11 de novembro de 1995). «Former German border almost free of mines». Austin American-Statesman
- Walmer, Tracy (14 de fevereiro de 1990). «Wall's fall coaxes 2nd deserter back». USA Today

### Outras fontes
- Folheto: Ministério dos Assuntos Federais, Pessoas Deslocadas e Refugiados, Bona. "Attention Demarcation Line!". Folheto publicado c. meados-1960s.
- Sinopse de filme: Synopsis of Grenzer (Filmstudio der Nationalen Volksarmee, 1981, dir. Reiner Bachmann, Jochen Hoffmann). Progress Film-Verleih, Berlim. Ac. 6 de agosto de 2009.
- Arquivos governamentais: Bild 175-P05-00002-0001 (Imagem 175-P05-00002-0001) da coleção do Gesamtdeutsches Institut – Bundesanstalt für gesamtdeutsche Aufgaben (Instituto de Toda a Alemanha – Instituto Federal dos Assuntos Alemães). Fotógrafo: n.a. Data: c. 1961/7. Em: Bundesarchiv Deutschland (Arquivo Federal da Alemanha) Acesso: 26 de outubro de 2009.
- Lei: Gesetz über die Staatsgrenze der Deutschen Demokratischen Republik (Lei da Fronteira do Estado da RDA) (25 de março de 1982)
- Acervo de museu: Gedenkstätte Deutsche Teilung Marienborn (Memorial à divisão da Alemanha em Marienborn).
- Acervo de museu: Grenzmuseum Eichsfeld (Museu da Fronteira de Eichsfeld).
- Acervo de museu: Zonengrenze-Museum Helmstedt (Museu da Zona de Fronteira em Helmstedt)
- Website de museu: Grenzturm e.V, Kühlungsborn (Torre de Fronteira no Báltico em Kühlungsborn). inglês alemão